# Gero
Gero（ゲロ、1986年1月23日 - ）は、日本の男性歌手。
兵庫県尼崎市出身。本名は金城 敬樹（きんじょう ひろき）。血液型はA型。身長は168cm。2008年からニコニコ動画で歌い手として活動し、2013年にロック・アニソンシンガーとしてメジャーデビューを果たす。以降、アニメ主題歌を中心に、ゲーム、映画など多数のタイアップを担当。2019年からは自身の歌手活動と並行し、YouTubeチャンネル「肉チョモランマ」のメンバーとしても活動している。2025年2月には自身初の日本武道館公演を開催し、約13,000人を動員した。イメージカラーは緑。所属レーベルは「NBCユニバーサル・エンターテイメントジャパン」。愛称は「ちゃんげろ」、「げろりん」、「金城」、「KJ」、「ひろき」、「ぴろき」「玉三郎」「らぶりーちゃん」など。

## 活動名の由来
ニコニコ動画に歌ってみた動画を投稿するため、JAM Projectの「GONG」を夏場に休憩もせず、連続して録音を行った結果、気分が悪くなり嘔吐しかけてしまった（実際に嘔吐には至っていない）。その後、活動名を決める際、その時の出来事がとても印象深く、収録を手伝ってもらっていた友人からの勧めもあり、活動名がカタカナ表記の「ゲロ」となった。しかし、当人のニコ生配信に本物の「嘔吐物」系の趣味の人が多数なだれ込んできてしまったため、現在のローマ字表記の「Gero」に変更した。

## 来歴

### 2008年
- 9月頃からニコニコ動画に「歌ってみた」動画を投稿し始める。

### 2009年
- アニマックス主催の第3回全日本アニソングランプリ（応募総数6570組）に本名で出場。決勝大会に進出を果たすが2ndステージで敗退となった。敗退時の対戦相手は本大会で優勝し、現在アニソンシンガーとして活動をしている佐咲紗花である。

### 2010年
- 1月からライブ出演を開始。1月30日に開催された｢NICORevolution21 in神戸｣がGeroとして初のライブ出演とされている。[6][7]

### 2011年
- 6月、オンラインゲーム『ラングリッサー シュヴァルツ』の主題歌「Light and Shadow」の歌唱を担当することが発表されたが、その後ゲームが制作途中で開発中止となってしまった。
- 7月から稼働開始（バージョンアップ）されたアーケードゲーム『ポケモンバトリオV』のテーマソング「ブイブイいくぜ！ポケモンバトリオV」の歌唱を担当。
- 7月7日、自身初のインディーズアルバム『Gourmet』を「TWOFIVE RECORDS」から発売。
- 7月23日 ｰ 10月2日に、アルバム『Gourmet』を引っ提げた全19公演の全国ツアー「Gero Live Gourmet Tour 2011 ～※ライブです～」を開催。
- 11月5日、ツアー追加公演となる「Gero Gourmet Tour 2011 ～※ライブです～ 追加公演「コーストが空いていたから…」」を新木場STUDIO COASTにて開催。
- 12月31日、ソロCD「Gift」をコミックマーケット81で頒布。

### 2012年
- 4月から放送のTVドラマ『エアーズロック』オープニング主題歌「感覚戦士ゴカンファイブ」を歌唱。[8]
- 6月6日、インディーズミニアルバム『Cross』を発売。
- 以前、テーマソングの歌唱を担当した『ポケモンバトリオV』の後継作となる新作アーケードゲーム『ポケモントレッタ』が7月中旬より稼働開始。以降、2016年に稼働終了するまでの約4年間、シリーズを通して全5曲のテーマソング全ての歌唱に携わった。
- 7月13日 ｰ 9月22日にかけて、ミニアルバム『Cross』を引っ提げた全12公演の全国ツアー「Gero Crossroad Tour 2012」を開催。
- 11月25日、アニソンシンガーの喜多修平とのツーマンライブ「喜多修平&Gero JOINT LIVE "PonGero歌ってナイト”」を開催。
- 12月8日、「BREAKOUT祭2012」に出演。
- 12月31日、年越しアニメソングライブイベント「KINGRUN Presents アニソンキング」に出演。イベントの模様はBSスカパー!でテレビ放映された。

### 2013年
- 5月17日、自身初の主催イベント「ちゃんげろソニック」をSHIBUYA O-WESTにて開催。
- 6月12日、歌い手の蛇足とのユニット「蛇下呂」の1stシングル「ノッペルディア・クリノッペ」を発売。表題曲はショートアニメ『踊り子クリノッペ』の前期エンディング主題歌に、カップリング曲の「クリノペイズム」は後期エンディング主題歌に起用された。
- 7月10日、TVアニメ『BROTHERS CONFLICT』オープニング主題歌「BELOVED×SURVIVAL」でジェネオン・ユニバーサル・エンターテイメント（現NBCユニバーサル・エンターテイメントジャパン）よりメジャーデビュー。[3]
- 7月24日、1stオリジナルアルバム『one』を発売。
- 7月27日 ｰ 10月26日にかけて、1stオリジナルアルバム『one』を引っ提げた全26公演の全国ツアー「Gero Live Tour 2013 - one -」を開催。[9]
- 8月10日、「影山ヒロノブ・遠藤正明・きただにひろしの「ゆかいな仲間たち2013｣」に出演。
- 8月12日、「ゴールデンボンバー鬼龍院翔のオールナイトニッポン」にゲスト出演。
- 8月24日、世界最大級のアニソンイベント「Animelo Summer Live 2013 -FLAG NINE-」に出演。
- 12月から、『めざましテレビ』番組内の『これGood ミドリgaマドグチ』(金曜日のみ)のMCとして出演が決定。また、HoneyWorksによって本コーナーのテーマソング「金曜日のおはよう」が制作された。

### 2014年
- 1月29日、2ndシングル「〜Outgrow〜」を発売。表題曲は、TVアニメ『東京レイヴンズ』の2クール目オープニング主題歌に起用された。[10]
- 3月28日＆3月30日、自身主催のライブイベント「ちゃんげろソニック2014」を東京と大阪の2箇所で開催。
- 5月21日、3rdシングル「吾輩はオス猫である」を発売。カップリングには、TVアニメ『秘密結社鷹の爪EX（エクストリーム）』のエンディング主題歌に起用された「CHAN－BA－LAジャスティス伝説」が収録されている。[11]
- 6月29日、遠藤正明率いる遠藤会主催のライブイベント「遠藤会 漢祭りVol.02」に出演。
- 7月2日、2ndオリジナルアルバム『SECOND』を発売。[12]
- 7月26日 ｰ 11月9日にかけて、2ndオリジナルアルバム『SECOND』を引っ提げた全25公演の全国ツアー「Gero Live Tour 2014 -SECOND-」を開催。[13]
- 7月29日、「お台場新大陸2014めざましライブ」に出演。
- 11月26日、4thシングル「 MY SWEET HEAVEN♂♀ 」を発売。表題曲は、OVA『BROTHERS CONFLICT』のオープニング主題歌に起用された。[14]
- 11月30日、「アニソンAAA Vol.3」に出演。

### 2015年
- 2月25日、「Gero Live Tour 2014 -SECOND-」千秋楽のZepp Tokyo公演を収めた自身初のライブDVD「Gero Live Tour 2014 -SECOND- DVD」を発売。[15]
- 3月8日 ｰ 4月12日、「ちゃんげろソニック2015」を開催。宮城・東京・愛知・大阪・福岡・香川の6箇所を回るツアー形式で開催された。
- 3月28日、自身初となる男性限定ライブ「ちゃんげろ漢祭り ～其ノ壱～｣を開催。
- 4月21日、DMMゲームズ、レッド・エンタテインメント、講談社が共同で展開する女性向けメディアミックスプロジェクト『すたぴぃ～あなたはもっと輝ける～』のスマートフォン向けブラウザゲームに声優として出演。「寺田透真」の声を担当した。
- 5月9日、自身初の上海でのワンマンライブ「Gero live tour in Shanghai」を開催。
- 5月27日、5thシングル「The Bandits」を発売。カップリングには自身も出演している映画『アウターマン』の主題歌に起用された「You Can Do It!!〜夢を追いかけて〜」が収録されている。
- 6月28日、遠藤正明率いる遠藤会主催のライブイベント「遠藤会 漢祭りVol.03」に出演。
- 7月1日、3rdオリジナルアルバム「ZERO」を発売。[16]
- 7月17日 ｰ 10月12日にかけて、3rdオリジナルアルバム「ZERO」を引っ提げた全23公演の全国ツアー「Gero Live Tour 2015-ZERO-」を開催。
- 8月14日、「影山ヒロノブ・遠藤正明・きただにひろしの「ゆかいな仲間たち2015｣」に出演。
- 10月24日、ツアー追加公演となる「Gero Live Tour 2015 -Re:load-」を日比谷野外音楽堂にて開催。[17]
- 10月21日、6thシングル「DREAMER」を発売。表題曲は、TVアニメ『スタミュ』のオープニング主題歌に起用された。
- 10月23日、アニマックス主催の大型アニソンフェス「ANIMAX MUSIX 2015 YOKOHAMA」に出演。
- 12月2日、流田Projectのボーカル・流田豊と、歌い手・ゲーム実況者の湯毛とのスリーマンライブ「ながれだゆげろの男3人後ろから前から」を開催。
- 12月5日、映画『アウターマン』に俳優として出演。同作の主題歌も担当した。

### 2016年
- 1月17日、「LIVE A² 2016 -アニぱら音楽館 ×A-POP PLUS-」に出演。
- 1月23日、「ちゃんげろ誕生祭」を開催。
- 3月20日、広島テレビ主催の広島史上最大のサーキット・イベント「MUSIC CUBE 16」に出演。
- 3月26日、男性限定ライブ「ちゃんげろ漢祭り ～其ノ弐～」を開催。
- 4月16日、自身初の香港でのワンマンライブ「Gero First Live in Hong Kong～So Rock!」を開催。
- 5月8日、自身の全国ツアーのチケット発売を記念して、「Gero 全国ツアーチケットを売るよソロLIVE〜LINE LIVEでも無料生中継〜」を開催。
- 5月21日、遠藤正明率いる遠藤会主催のライブイベント「遠藤会 漢祭りVol.04」に出演。
- 6月12日、自身2枚目となるライブDVD「Gero Live Tour 2015 – Re:load –」を発売。
- 7月9日、Geroセルフプロデュースによるオリジナルミニアルバム『Road』を発売。
- 7月16日 ｰ 11月27日にかけて、ミニアルバム『Road』を引っ提げた全27公演の全国ツアー「Gero Live Tour 2016 -Load-」を開催。
- 10月1日、Date fm主催のライブサーキット「MEGA★ROCKS 2016」に出演。本イベント最大キャパの「仙台Rensa」会場でパフォーマンスを行った。
- 12月25日、「Gero Acoustic X’mas LIVE 2016」を開催。

### 2017年
- 1月21日、「ちゃんげろ誕生祭2017」を開催。
- 1月22日、milktubのbambooがプロデュースするアニソンフェス「JAPAN POP CULTURE CARNIVAL 2017 in MATSUDO feat.ANISON」に出演。
- 3月25日、男性限定ライブ「ちゃんげろ漢祭り ～其ノ参～」を開催。
- 4月16日、「ちゃんげろソニック2017」を新木場STUDIO COASTにて開催。本年は4つのステージを設けたフェス形式で行われた。
- 5月7日、自身がレギュラー出演している「アニぱら音楽館」主催で開催された、影山ヒロノブデビュー40周年を記念したライブイベント「アニぱら音楽館～KAGEYA-MATSURI～」に出演。
- 6月10日、遠藤正明率いる遠藤会主催のライブイベント「遠藤会 漢祭りVol.05」に出演。
- 7月26日、4thオリジナルアルバム『EGOIST』を発売。
- 8月13日 ｰ 11月5日にかけて、4thオリジナルアルバム『EGOIST』を引っ提げた全20公演の全国ツアー「Gero Live Tour 2017 -EGOIST- 」を開催。
- 12月24日、「Gero Acoustic X’mas LIVE 2017」を開催。

### 2018年
- 1月21日、「ちゃんげろ誕生祭2018」を開催。
- 2月3日、自身が所属する音楽レーベル「NBCユニバーサル・エンターテイメントジャパン」の25周年を記念したアニソンライブイベント｢NBCUniversal ANIME×MUSIC FESTIVAL ~25th ANNIVERSARY~｣に出演。
- 5月5日、「岸田教団＆THE明星ロケッツ presents “ガチです(ФωФ)！”」に岸田教団＆THE金城ヒロケッツ（Gero）としてゲスト出演。
- 5月12日、「ちゃんげろソニック2018」をお台場野外特設会場にて開催。本年からは昨年までと方針を大幅に変更し、「歌ってみたに愛された世代による、歌ってみたを愛する全ての世代のための祭典！」をコンセプトにしたイベント構成となった。
- 6月9日 ｰ 10日、遠藤正明率いる遠藤会主催のライブイベント「遠藤会 漢祭りVol.06」に出演。遠藤会漢祭りでは初となる、各日昼の部と夜の部の2部制で開催された。
- 8月8日、メジャーデビュー5周年を記念した、自身初となるベストアルバム『Gero The Best "Treasure"』を発売。
- 9月1日 ｰ 11月25日にかけて、自身初のベストアルバム『Gero The Best "Treasure"』を引っ提げた全16公演の全国ツアー「Gero Live 2018 “Treasure Tour”」を開催。本ツアーでは、各会場2Daysを「歌ってみた曲day」と「オリジナル曲day」に分けて開催された。また、「歌ってみた曲day」には各公演に自身と親交の深い歌い手がゲストとして出演した。
- 12月31日 ｰ 1月1日にかけて、「Gero&チームニコライ COUNTDOWN LIVE 2018-2019 大忘年会からの大新年会！！」を開催。昼の部は「GeroBAND大忘年会2018～歌ってみた曲もオリジナル曲も歌いまくるday！！～」、夜の部は「チームニコライ大新年会2019」として開催された。

### 2019年
- 1月20日、「ちゃんげろ誕生祭2019」を開催。
- 3月20日、TVアニメ『臨死!!江古田ちゃん』第5話エンディング主題歌「ガンバリマ宣言」を発売。
- 4月7日、自身と同じく動画投稿サイトに歌ってみた動画を投稿している歌い手のコニー、めいちゃんと結成したYouTubeチャンネル「肉チョモランマ」での動画投稿活動を開始。
- 5月11日、「ちゃんげろソニック2019」をお台場野外特設会場にて開催。
- 6月8日、遠藤正明率いる遠藤会主催のライブイベント「遠藤会 漢祭りVol.07」に出演。
- 6月16日＆23日、Geroファンクラブ「のぜ部」会員限定ライブ「ちゃんげろファンクラブライブ2019 〜久しぶりにFCライブしませんか？ツアー〜」を大阪と東京の2箇所で開催。
- 7月24日、歌い手のあらきとのコラボシングル「HHOOWWLL」を発売。表題曲は、TVアニメ『かつて神だった獣たちへ』のエンディング主題歌に起用された。
- 9月7日 ｰ 11月23日にかけて、全18公演の全国ツアー「Gero Live 2019 〜令和大暴れtour〜」を開催。昨年と同様に、「歌ってみた曲day」と「オリジナル曲day」に分け、各会場2Daysで開催された。（※福岡・熊本公演に関しては、それぞれ会場が1日しか確保出来なかったため、両楽曲を混ぜたセットリストで開催された。）また、昨年と同様に「歌ってみた曲day」には各公演に自身と親交の深い歌い手がゲストとして出演した。10月13日に開催予定であった水戸LIGHT HOUSE公演《歌ってみたday》に関しては、台風19号の影響で開催が延期となり、2020年3月29日に同会場で振替公演が開催される予定であったが、新型コロナウイルスの影響により無期限の再延期とされた。その後、4年の時を経て、2023年10月22日に「新宿BLAZE」で振替公演を開催。ゲストも2019年当時に予定されていた鋼兵が出演した。

### 2020年
- 1月19日、「ちゃんげろ誕生祭2020」を開催。
- 8月26日、5thオリジナルアルバム「TOKYO HAZE」を発売。
- 11月27日、「ファッションセンターしまむら」とのコラボアイテムが全国のしまむら店舗で発売。
- 11月29日、幕張メッセイベントホールで開催された「HoneyWorks Premium Live Tour 2020 〜ハニフェス〜 10thアニバーサリースペシャルライブ」にゲストボーカルとして出演。
- 12月6日、「ちゃんげろソニック2020 ｰOnlineｰ」を開催。「げろソニ」史上初の無観客オンライン配信での開催となった。

### 2021年
- 3月12日、自身の単独ライブでは初となる無観客オンライン配信でのアコースティックワンマンライブ「Gero Online Acoustic Live "LIVE A LIVE"」を開催。
- 4月30日、コロナ禍により、満足のいくサービスを提供できないことを理由に、自身の公式ファンクラブ「のぜ部」を閉会。
- 10月30日 ｰ 11月27日にかけて、全5公演のライブツアー「Gero Live Tour 2021 どうしてもライブやりたいねんツアー」を開催。約2年振りに有観客での開催となった。
- 12月11日、「ちゃんげろソニック2021 ｰOnlineｰ」を開催。昨年に続き、無観客オンライン配信での開催となった。

### 2022年
- 7月23日、オリジナルLINEスタンプ「Geroのやったるでスタンプ」を発売。
- 9月7日、6thオリジナルアルバム『Parade』を発売。
- 9月10日 - 11月3日にかけて、6thオリジナルアルバム『Parade』を引っ提げた全4公演のZeppツアー「Gero Live Tour 2022 -night parade-」を開催。
- 12月10日、「ちゃんげろソニック2022 ｰOnlineｰ」を開催。 3年連続の無観客オンライン配信での開催となった。過去2年間は「ZAIKO」のみで配信されていたが、本年は「ニコニコ生放送」でも配信が行われた。

### 2023年
- 9月20日、メジャーデビュー10周年を記念したアルバム『THE ORIGIN』を発売。本アルバムは、収録される全楽曲がGeroと親交のあるアーティストとのコラボレーションでの歌唱となり、楽曲は全て書き下ろしとなっている。コラボアーティストは、あらき、オーイシマサヨシ、めいちゃん、超学生、+α/あるふぁきゅん。、天月、96猫、ウォルピスカーター、ゴム、JAM Projectの10組。楽曲クリエイターは、DECO*27、Neru、てにをは、柊キライ、れるりり、FAKE TYPE.、なきそ、164、Gom、堀江晶太の10組。
- 10月22日、「Gero Live 2019 〜令和大暴れtour〜 ～「歌ってみた曲」を歌いまくるday！～振替公演」を開催。本公演は、当初2019年10月13日に水戸LIGHT HOUSEで開催予定であったが、台風19号の影響で開催が延期。2020年3月29日に振替公演として同会場で開催予定であったが、新型コロナウイルスの影響により再延期。その後、無期限の開催延期とされていたが、2023年にようやく「観客の声出し」が可能となったため、4年の時を経て、「新宿BLAZE」で振替公演が行われることが発表された。ゲストも2019年時点で予定されていた鋼兵が出演した。
- 10月1日 - 2024年2月4日にかけて、自身初のホールツアー「Gero Live Tour 2023 「The Beginning」」（全6公演）を開催。

### 2024年
- 3月18日、「Adoのオールナイトニッポン」にゲスト出演。
- 8月3日 - 9月16日にかけて、自身初となるZeppツアー「Gero Live Tour 2024「火花」」（全6公演）を開催。

### 2025年
- 2月26日、自身初となる日本武道館公演を開催。約13,000人を動員した。タイトルの「さようなら、武道館」は、「一生に一度くらいの覚悟で挑む」という意味が込められている。

- 7月19日、肉チョモランマのチャンネルに投稿した動画内で、自身が双極性障害であることを公表。

- 8月27日、自身初の日本武道館公演「さようなら、武道館」のライブBlu-ray／DVDを発売予定。

- 10月5日 - 2026年2月21日にかけて、過去最大規模のライブツアー「Gero Live Tour 2025 「百鬼夜行」」（全6公演）を開催予定。

## 人物
- 小学生から中学生にかけて約5〜6年間、劇団ひまわりに在籍していた（第3回全日本アニソングランプリ本人紹介より）。
- 中学生時代からヘヴィメタルを好み、SEX MACHINEGUNSのAnchangの歌唱法に影響を受ける。[6]
- 18歳頃、メタリカやニルヴァーナなどの洋楽を中心としたコピーバンドを組んでいた。20歳頃まで音楽活動をして、箸にも棒にもかからなければ就職すると決めていたため、その後実際に音楽活動を辞め働いていた。
- 22歳頃、インターネットに詳しい弟の影響でニコニコ動画を知り動画投稿を始める。当初はライブ出演を目標にしており、1年間どこからも声が掛からなければ動画投稿を辞めるつもりでいたが、およそ1年が経つ頃にライブ出演のオファーがあり、そのまま動画投稿を続けることとなった。

### 歌手としての評価
- JAM Projectのメンバーとしても活動をしているアニソンシンガーの遠藤正明が、インタビュー記事で注目のアニソンアーティストを聞かれた際にGeroの名前を挙げている。

### エピソード
- 2009年に本名で出場した「第3回全日本アニソングランプリ」の決勝大会2ndステージで、1対9で敗退となった際の対戦相手は、本大会優勝者の佐々木紗花（後の佐咲紗花）である。その後、佐咲紗花が2015年にリリースしたカバーアルバム『SAYAKAVER.』収録の「Anything Goes!」にゲストボーカルとして参加している。
- 幼い頃から、影山ヒロノブの歌うアニソンに勇気をもらっていたため、将来は影山ヒロノブのようなアニソンシンガーになることを目標にしており、アニソンシンガーになるためのオーディションを受けたりもしていた。[6]
- アニソンシンガーとして活動していく上で刺激を受けた歌手に、JAM Projectの遠藤正明を挙げている。（「ANIMAX MUSIX 2015」パンフレット掲載のインタビューより）
- 以前からセクシー男優のしみけんに似ていると一部で言われていたことをきっかけに、2017年9月28日の『ニコラジ』で共演を果たした。
- 浦島坂田船のメンバーとしても活動している歌い手のとなりの坂田。が、『ニコラジ』でゲーム実況者の加藤純一と共演することが決まった際に、両者と交友のあるGeroに加藤純一との絡み方などについて相談をしたことがある。
- アニソンシンガーのオーイシマサヨシが、「ニコ生☆音楽王」で初めてゲーム実況者の加藤純一と共演することが決まった際に、両者と交友のあるGeroに相談をしたことがある。また、加藤純一からもオーイシマサヨシに対して同様の相談を受けている（「オーイシ×加藤のニコ生☆音楽王」第6回より）

。

### その他
- 尊敬する歌手に、SEX MACHINEGUNSのANCHANGとJAM Projectのリーダーでもあるアニソンシンガーの影山ヒロノブを挙げている[6]。
- 好きな女性芸能人は女優の宮崎あおい。
- 小学校は尼崎市立園和北小学校。高校は尼崎市立尼崎東高等学校。
- 兄弟は兄が2人と弟が1人いる（四人兄弟の三男）。
- 中学時代に柔道部、高校時代に器具体操部に所属した。
- 初めてのアルバイトは地元のマクドナルド（高校1年生から、退職時期は不明）。
- 上京前はスーパーの品出しや塗装業などのバイトをこなしながら理学療法士を目指しており、専門学校に通うためのお金を貯めていた。塗装業のバイトでは現場監督をしていた。
- 2010年頃、当時交際していた彼女と真剣に結婚を考えていたが破局。その出来事の後に収録した楽曲が「Just Be Friends ｰpiano.verｰ」である。
- 好きな食べ物は「レバ刺し」など。他にも「うどん」、「チャーハン」、「卵」などを過去に好物として挙げていたが、2021年2月に「肉チョモランマ」の企画で行ったアレルギー検査にて、「小麦」と「卵白」のアレルギーが判明した。
- 複数のアレルギーがあり、エビ、カニ、オオアワガエリ(イネ科)、ゴマ、牛乳、カモガヤ（イネ科）、ピーナッツ、小麦、大豆、卵白、ゴキブリ、蛾、マラセチア（属）、ヤケヒョウヒダニ、ハウスダスト1、以上の15種が検査でアレルギーと診断されている。
- 皮膚が弱く、脂漏性皮膚炎（皮膚病）にかかっている。
- 不眠症気味で、自分の部屋以外では眠れないタイプだと話している。

## 特徴
- 力強いパワフルな歌声で、低音からハイトーンまで4オクターブを歌い上げる幅のある歌唱力に定評がある。
- 関西仕込みのトーク力を活かし、各種メディアでMCやパーソナリティとしても活躍している。
- 歌手活動のみならず、これまで番組MCやラジオパーソナリティ、レポーター、声優、ナレーション、実写映画に出演するなど、枠に囚われない幅広い活動をしている。
- イメージカラーやペンライトの色は基本的に緑が使われている。

## GeroBAND
「GeroBAND」とは、Geroの単独ライブにおいて生演奏を行うバンドのことを指す。単独ライブ以外にも、フェスやイベントに出演した際に演奏を行うこともある。また、MVにも度々出演している。
- 主なサポートメンバー
  - パスタ ／ キーボード
  - ぺいちゅん（Hiroki169）／ ベース
  - 隈（SHiN）／ ドラム
  - 海賊王（Oji）／ ギター
  - 鈴木ぷよ ／ ギター（※2021年に体を壊したことをきっかけに、2022年以降、Gero以外のサポートも含む、全てのライブサポートを無期限で休止すると自身のTwitterで報告している。）

GeroBANDのバンドマスターはキーボードのパスタが務めている。
※基本的には上記の5名が務めているが、スケジュール等の都合で参加が出来ない場合には、過去に下記のミュージシャンが務めたことがある。
- 過去に参加したサポートメンバー
  - リーダー ／ ドラム
  - 裕木レオン ／ ドラム
  - 早川誠一郎 ／ ドラム
  - 樋口幸佑（ぐー）／ドラム
  - AtsuyuK! ／ ドラム

## タイアップ一覧

### TVアニメ
| 楽曲                       | タイアップ                                                | 時期   |
| -------------------------- | --------------------------------------------------------- | ------ |
| BELOVED×SURVIVAL           | テレビアニメ『BROTHERS CONFLICT』オープニングテーマ       | 2013年 |
| 名もなき星〜Silent Stars〜 | テレビアニメ『BROTHERS CONFLICT』第11話挿入歌             | 2013年 |
| 〜Outgrow〜                | テレビアニメ『東京レイヴンズ』オープニングテーマ          | 2014年 |
| CHAN-BA-LAジャスティス伝説 | テレビアニメ『秘密結社鷹の爪EX』エンディングテーマ        | 2014年 |
| DREAMER                    | テレビアニメ『スタミュ』オープニングテーマ                | 2015年 |
| ガンバリマ宣言             | テレビアニメ『臨死!!江古田ちゃん』第5話エンディングテーマ | 2019年 |

### OVA
| 楽曲              | タイアップ                                 | 時期   |
| ----------------- | ------------------------------------------ | ------ |
| MY SWEET HEAVEN♂♀ | OVA『BROTHERS CONFLICT』オープニングテーマ | 2014年 |

### ドラマCD
| 楽曲   | タイアップ                                | 時期   |
| ------ | ----------------------------------------- | ------ |
| Martyr | ドラマCD『七恋天使黙示録 –Martyr-』主題歌 | 2014年 |

### ゲーム
| 楽曲                                                                    | タイアップ                                                                            | 時期   |
| ----------------------------------------------------------------------- | ------------------------------------------------------------------------------------- | ------ |
| 学園特救ホトケンサー                                                    | PCゲームソフト『学園特救ホトケンサー』主題歌                                          | 2011年 |
| an arrow                                                                | PCゲームソフト『学園特救ホトケンサー』挿入歌                                          | 2011年 |
| ON THE ROAD                                                             | PCゲームソフト『学園特救ホトケンサー』挿入歌                                          | 2011年 |
| COME AS ONE                                                             | PCゲームソフト『学園特救ホトケンサー』挿入歌                                          | 2011年 |
| in the mood                                                             | PCゲームソフト『学園特救ホトケンサー』挿入歌                                          | 2011年 |
| ブイブイいくぜ！ポケモンバトリオV                                       | アーケードゲーム『ポケモンバトリオV』テーマソング                                     | 2011年 |
| ゲット!ポケモントレッタ!                                                | アーケードゲーム『ポケモントレッタ』テーマソング                                      | 2012年 |
| Go！ポケモントレッタ!! （Gero&太田健斗）                                | アーケードゲーム『ポケモントレッタフェス』テーマソング                                | 2013年 |
| ザ！ポケモントレッタ！withポケモンメガリング                            | アーケードゲーム『ザ・ポケモントレッタ』テーマソング                                  | 2014年 |
| ポケモントレッタアルティメット!!                                        | アーケードゲーム『ポケモントレッタアルティメット』テーマソング                        | 2015年 |
| ポケモントレッタアルティメットZ!!! （Gero、湯毛、鈴木ぷよ、川西ゆうこ） | アーケードゲーム『ポケモントレッタアルティメットZ』テーマソング                       | 2015年 |
| 0GRAVITY                                                                | スマートフォン向けTPSバトルロイヤルゲーム『荒野行動-スマホ版バトロワ』S17テーマソング | 2021年 |

### ゲーム内配信楽曲
| 楽曲             | タイアップ                                                            | 時期   |
| ---------------- | --------------------------------------------------------------------- | ------ |
| 〜Outgrow〜      | ニンテンドー3DS用ソフト『大合奏!バンドブラザーズP』配信楽曲           | 2014年 |
| BELOVED×SURVIVAL | ニンテンドー3DS用ソフト『大合奏!バンドブラザーズP』配信楽曲           | 2014年 |
| 金曜日のおはよう | スマートフォン向け公式リズムゲーム『HoneyWorks Premium Live』配信楽曲 | 2020年 |
| 日曜日の秘密     | スマートフォン向け公式リズムゲーム『HoneyWorks Premium Live』配信楽曲 | 2021年 |
| 水曜日の約束     | スマートフォン向け公式リズムゲーム『HoneyWorks Premium Live』配信楽曲 | 2022年 |

### 実写映画
| 楽曲                               | タイアップ                                                         | 時期        |
| ---------------------------------- | ------------------------------------------------------------------ | ----------- |
| ネギマンの歌                       | GAINAX×米子映画事変 制作 短編特撮映画『大特撮巨編 ネギマン』主題歌 | 2011-2012年 |
| You Can Do It!! 〜夢を追いかけて〜 | 映画『アウターマン』主題歌                                         | 2015年      |

### TVドラマ
| 楽曲                   | タイアップ                                       | 時期   |
| ---------------------- | ------------------------------------------------ | ------ |
| 感覚戦士ゴカンファイブ | テレビドラマ『エアーズロック』オープニング主題歌 | 2012年 |

### TV番組
| 楽曲             | タイアップ                                               | 時期   |
| ---------------- | -------------------------------------------------------- | ------ |
| 金曜日のおはよう | めざましテレビ内コーナー『ミドリgaマドグチ』テーマソング | 2014年 |

### その他
| 楽曲           | タイアップ                       | 時期   |
| -------------- | -------------------------------- | ------ |
| てれびくん魂！ | 小学館『てれびくん』テーマソング | 2014年 |

### 「蛇下呂（蛇足×Gero）」でのタイアップ
| 楽曲                       | タイアップ                                           | 時期   |
| -------------------------- | ---------------------------------------------------- | ------ |
| ノッペルディア・クリノッペ | ショートアニメ『踊り子クリノッペ』主題歌（1〜13話）  | 2013年 |
| クリノペイズム             | ショートアニメ『踊り子クリノッペ』主題歌（14〜26話） | 2013年 |

### 「Gero×ARAKI」でのタイアップ
| 楽曲     | タイアップ                                               | 時期   |
| -------- | -------------------------------------------------------- | ------ |
| HHOOWWLL | テレビアニメ『かつて神だった獣たちへ』エンディングテーマ | 2019年 |

## ディスコグラフィ（CD）
※「最高位」は、週間オリコンチャートに基づく。

### シングル
| 発売日 | 発売日         | タイトル           | 規格品番                              | 規格品番  | 最高位 |
| 発売日 | 発売日         | タイトル           | 初回限定盤                            | 通常盤    | 最高位 |
| ------ | -------------- | ------------------ | ------------------------------------- | --------- | ------ |
| 1st    | 2013年7月10日  | BELOVED×SURVIVAL   | GNCA-0257 (CD+DVD)                    | GNCA-0258 | 19位   |
| 2nd    | 2014年1月29日  | 〜Outgrow〜        | GNCA-320 (CD+DVD)A,GNCA-321 (CD+DVD)B | GNCA-322  | 20位   |
| 3rd    | 2014年5月21日  | 吾輩はオス猫である |                                       | GNCA-0332 | 33位   |
| 4th    | 2014年11月26日 | MY SWEET HEAVEN♂♀  | GNCA-0355 (CD+DVD)                    | GNCA-0356 | 22位   |
| 5th    | 2015年5月27日  | The Bandits        |                                       | GNCL-0053 | 48位   |
| 6th    | 2015年10月21日 | DREAMER            | GNCA-0408 (CD+DVD)                    | GNCA-0409 | 34位   |

### 配信限定シングル
| 発売日         | タイトル                  | 収録アルバム |
| -------------- | ------------------------- | ------------ |
| 2022年7月2日   | ほっといて。              | Parade       |
| 2022年8月2日   | 火曜日はチューデイ        | Parade       |
| 2022年8月27日  | ヤミヤダ                  | Parade       |
| 2022年9月6日   | ヴィータ                  | Parade       |
| 2023年3月31日  | ボッカデラベリタ (cover)  | 未収録       |
| 2023年3月31日  | ド屑 (cover)              | 未収録       |
| 2023年3月31日  | シャンティ (cover)        | 未収録       |
| 2023年3月31日  | ヴィラン (cover)          | 未収録       |
| 2024年10月30日 | Boi (cover)               | 未収録       |
| 2024年10月30日 | 爆笑(cover)               | 未収録       |
| 2024年10月30日 | CH4NGE(cover)             | 未収録       |
| 2024年10月30日 | きゅうくらりん(cover)     | 未収録       |
| 2024年10月30日 | 愛して愛して愛して(cover) | 未収録       |

### アルバム

#### オリジナルアルバム
|            | 発売日        | タイトル   | 規格品番                                | 規格品番  | 最高位 |
| 初回限定盤 | 発売日        | タイトル   | 通常盤                                  |           | 最高位 |
| ---------- | ------------- | ---------- | --------------------------------------- | --------- | ------ |
| 1st        | 2013年7月24日 | one        | GNCL-1243 (CD+DVD)A, GNCL-1244(特典CD)B | GNCL-1245 | 11位   |
| 2nd        | 2014年7月2日  | SECOND     | GNCL-1252 (CD+DVD)A, GNCL-1253(特典CD)B | GNCL-1254 | 13位   |
| 3rd        | 2015年7月1日  | ZERO       | GNCL-1256 (2CD)                         | GNCL-1257 | 24位   |
| 4th        | 2017年7月26日 | EGOIST     | GNCL-1268                               | GNCL-1269 | 27位   |
| 5th        | 2020年8月26日 | TOKYO HAZE | GNCL-1323 (CD+DVD)                      | GNCL-1324 | 21位   |
| 6th        | 2022年9月7日  | Parade     | GNCL-1350 (2CD)A, GNCL-1351 (CD+DVD)B   | GNCL-1351 | 6位    |

#### ミニアルバム
|     | 発売日       | タイトル | 最高位 |
| --- | ------------ | -------- | ------ |
| 1st | 2016年7月9日 | Road     | -      |

#### ベストアルバム
|            | 発売日       | タイトル                 | 規格品番                             | 規格品番  | 最高位 |
| 初回限定盤 | 発売日       | タイトル                 | 通常盤                               |           | 最高位 |
| ---------- | ------------ | ------------------------ | ------------------------------------ | --------- | ------ |
| 1st        | 2018年8月8日 | Gero The Best "Treasure" | GNCL-1303 (CD+DVD)A, GNCL-1304(2CD)B | GNCL-1305 | 21位   |

#### 記念アルバム
|            | 発売日        | タイトル                                     | 規格品番                                  | 規格品番  | 最高位 |
| 初回限定盤 | 発売日        | タイトル                                     | 通常盤                                    |           | 最高位 |
| ---------- | ------------- | -------------------------------------------- | ----------------------------------------- | --------- | ------ |
| 1st        | 2023年9月20日 | Geroデビュー10周年記念アルバム「THE ORIGIN」 | GNCL-1366 (2CD)A, GNCL-1367 (CD+Blu-ray)B | GNCL-1368 | 8位    |

### メジャーデビュー以前に発売されたCD
|     | 形態               | 発売日         | タイトル | 規格品番           | 最高位 |
| --- | ------------------ | -------------- | -------- | ------------------ | ------ |
| 1st | オリジナルアルバム | 2011年7月7日   | Gourmet  | TRCD-10107         | 7位    |
| 2nd | 同人CD（C81頒布）  | 2011年12月31日 | Gift     | -                  | -      |
| 3rd | ミニアルバム       | 2012年6月6日   | Cross    | TRCD-10124 (CD+DVD | 36位   |

### 蛇下呂（蛇足×Gero）
|     | 形態     | 発売日        | タイトル                   | 最高位 |
| --- | -------- | ------------- | -------------------------- | ------ |
| 1st | シングル | 2013年6月12日 | ノッペルディア・クリノッペ | 27位   |

### Gero×ARAKI
|     | 形態     | 発売日        | タイトル | 最高位 |
| --- | -------- | ------------- | -------- | ------ |
| 1st | シングル | 2019年7月24日 | HHOOWWLL | 39位   |

### 参加作品・参加楽曲
| 発売日         | 楽曲 | 歌                                                                     | 商品名                                                                      | 備考 |
| -------------- | --- | ---------------------------------------------------------------------- | --------------------------------------------------------------------------- | --- |
| 2010年1月14日  | 「トウキョウト・ロック・シティ」                                                                            | Gero                                                                   | 動画サイト人気歌い手CD Vol.1 「ホストクラブ『smiley*2』」                   | その他、ドラマパート収録。 |
| 2010年5月2日   | 「学園特救ホトケンサー」、「INNOCENT」                                                                      | Gero                                                                   | “G” ～G.W.NICOLAI LIMITED～                                                 | 「G.W.NICOLAI LIMITED」シリーズ |
| 2010年5月14日  | 「いろは唄」                                                                                                | Gero                                                                   | 動画サイト人気歌い手CD Vol.2 「ホストクラブ『smiley*2』」                   | その他、ドラマパート収録。 |
| 2010年6月16日  | 「Just Be Friends -piano ver.-(arranged by こまん)」、「シザーハンズ」                                      | Gero                                                                   | EXIT TUNES PRESENTS イケメンボイスパラダイス～私立望華高校 うたってみた部～ | その他、ドラマパート収録。 |
| 2010年8月7日   | 「くたばれPTA」、「from Y to Y」                                                                            | Gero                                                                   | “G”G.W.NICOLAI LIMITED 2nd STAGE -Splash Beat!!-                            | 「G.W.NICOLAI LIMITED」シリーズ |
| 2010年12月25日 | 「Mirror」                                                                                                  | Gero                                                                   | G.W.NICOLAI LIMITED 3rd PARTY -melodious dolce-                             | 「G.W.NICOLAI LIMITED」シリーズ |
| 2011年6月29日  | 「name of memory」                                                                                          | buzzG feat.Gero                                                        | 祭囃子                                                                      | ゲストボーカルとして参加。 |
| 2011年7月16日  | 「one love」                                                                                                | ASK&Gero                                                               | G.W.NICOLAI LIMITED 4th TREASURE -Glory Chord-                              | 「G.W.NICOLAI LIMITED」シリーズ |
| 2011年12月31日 | 「第一次ジブン戦争」                                                                                        | HoneyWorks feat.Gero,ぐるたみん                                        | ハニワ曲歌ってみた2                                                         | 「HoneyWorks」公式歌ってみたCD |
| 2011年12月31日 | 「やさしいキスをして」                                                                                      | 事務員G feat.Gero                                                      | Winter Piano Ballads Feat.vocalist                                          | 事務員G feat. various アルバム。 |
| 2011年12月31日 | 「嗚呼、素晴らしきニャン生」                                                                                | ふぁねる feat.Gero                                                     | Apo to meet                                                                 | 「ふぁねる」のミニアルバム。ゲストボーカルとして参加。 |
| 2012年9月19日  | 「アイセンサー」                                                                                            | buzzG feat.Gero                                                        | Ghost Trail Reveries                                                        | ゲストボーカルとして参加。 |
| 2012年9月26日  | 「初恋の絵本-another story-（まらしぃ REMIX）」                                                             | HoneyWorks feat.Gero                                                   | BabyPod 〜VocaloidP × 歌い手 collaboration collection〜                     | ゲストボーカルとして参加。 |
| 2012年12月31日 | 「090‐XXXX‐XXXX」                                                                                           | Gero×ASK                                                               | ハニワ曲歌ってみた3                                                         | 「HoneyWorks」公式歌ってみたCD |
| 2013年6月12日  | 「カミサマネジマキ」                                                                                        | Gero                                                                   | KEMU VOXX/PANDORA VOXX -REBOOT-                                             | 「KEMU VOXX」オフィシャルカバーアルバム。 |
| 2013年6月12日  | 「独白」 | ヲタみん・Gero・伊東歌詞太郎・歌和サクラ                               | KEMU VOXX/PANDORA VOXX -REBOOT-                                             | 「KEMU VOXX」オフィシャルカバーアルバム。 |
| 2013年6月12日  | 「何でも無い朝に」                                                                                          | ピコ・歌和サクラ・Gero・そらる・まふまふ・ヲタみん・天月・伊東歌詞太郎 | KEMU VOXX/PANDORA VOXX -REBOOT-                                             | 「KEMU VOXX」オフィシャルカバーアルバム。 |
| 2013年12月31日 | 「キミがまた歌いたくなる頃に。」                                                                            | Gero                                                                   | ハニワ曲歌ってみた4                                                         | 「HoneyWorks」公式歌ってみたCD |
| 2014年12月30日 | 「告白ライバル宣言」                                                                                        | Gero                                                                   | ハニワ曲歌ってみた5                                                         | 「HoneyWorks」公式歌ってみたCD |
| 2014年12月30日 | 「バカ殿ヒーロー ~かけがえのない仲間達~」                                                                   | 蛇下呂（蛇足＆Gero）                                                   | ハニワ曲歌ってみた5                                                         | 「HoneyWorks」公式歌ってみたCD |
| 2015年3月25日  | 「Anything Goes!」                                                                                          | 佐咲紗花 feat.Gero                                                     | SAYAKAVER.                                                                  | アニソンシンガー「佐咲紗花」初のカヴァー・アルバム。ゲストボーカルとして参加。 |
| 2015年8月5日   | 「恋イズム」                                                                                                | that feat.Gero＆GABURICIOUS                                            | Motor Venus                                                                 | コンピレーションアルバム |
| 2015年9月16日  | 「スキキライ」                                                                                              | 赤飯 feat.Gero,デス姫(大凶作)                                          | SEKIHAN〜許諾出たベスト〜                                                   | ゲストボーカルとして参加。 |
| 2017年3月15日  | 「ドリチャレ!!!!!」                                                                                         | めいちゃん feat.Gero                                                   | めいちゃんの頭の中はだいたいこんな感じです                                  | ゲストボーカルとして参加。 |
| 2017年8月30日  | 「楯」 | おさむらいさん feat.Gero                                               | おさむらいさんせれくしょんｖｏｌ．8～唄ひて弾きて～                         | ゲストボーカルとして参加。 |
| 2017年12月29日 | 「サムライハート」、「前前前世」                                                                            | Gero                                                                   | 許諾取れました 〜アニソン歌ってみたCD〜                                     | ゲストボーカルとして参加。 |
| 2017年12月29日 | 「シュガーソングとビターステップ」                                                                          | Gero＆SILVANA＆りする                                                  | 許諾取れました 〜アニソン歌ってみたCD〜                                     | ゲストボーカルとして参加。 |
| 2017年12月29日 | 「Believe」                                                                                                 | 96猫＆Gero＆ウォルピスカーター＆SILVANA＆りする                        | 許諾取れました 〜アニソン歌ってみたCD〜                                     | ゲストボーカルとして参加。 |
| 2018年8月10日  | 「セカイ再信仰特区」                                                                                        | Gero                                                                   | MIND CLUSTER                                                                | Rogero cras（「ASK」、「コゲ犬」、「Gero」、「ゆまみ屋」）1stカバーリングミニアルバム。C94頒布。                                                                                   |
| 2018年8月10日  | 「ダンスロボットダンス」                                                                                    | ASK、コゲ犬、Gero                                                      | MIND CLUSTER                                                                | Rogero cras（「ASK」、「コゲ犬」、「Gero」、「ゆまみ屋」）1stカバーリングミニアルバム。C94頒布。                                                                                   |
| 2018年8月10日  | 「ハローディストピア」                                                                                      | コゲ犬、Gero                                                           | MIND CLUSTER                                                                | Rogero cras（「ASK」、「コゲ犬」、「Gero」、「ゆまみ屋」）1stカバーリングミニアルバム。C94頒布。                                                                                   |
| 2018年8月10日  | 「マリオネットラヴァーズ」                                                                                  | ASK、Gero                                                              | MIND CLUSTER                                                                | Rogero cras（「ASK」、「コゲ犬」、「Gero」、「ゆまみ屋」）1stカバーリングミニアルバム。C94頒布。                                                                                   |
| 2018年8月10日  | 「Mind Craft」                                                                                              | ASK、コゲ犬、Gero、ゆまみ屋                                            | MIND CLUSTER                                                                | Rogero cras（「ASK」、「コゲ犬」、「Gero」、「ゆまみ屋」）1stカバーリングミニアルバム。C94頒布。                                                                                   |
| 2018年8月22日  | 「ドラゴンエネルギー」                                                                                      | オーイシマサヨシ×加藤純一                                              | ドラゴンエネルギー                                                          | 第6回「ニコ生☆音楽王」にゲスト出演した際の生放送中に収録された。楽曲冒頭の加藤純一の台詞パート裏でシャウトをしている。本CDが発売された際の記載名義は「シャウトマン」となっている。 |
| 2018年12月30日 | 「バイビーベイビーサヨウナラ」                                                                              | Gero                                                                   | げろたみん（Gero+ぐるたみん）コラボCD『SVS～叫ぶ猿VS叫ぶ猿～』              | ぐるたみんとのコラボCD。C95頒布。 |
| 2018年12月30日 | 「第一次ジブン戦争」、「ブリキノダンス」、「ECHO」、「Seyana.～なんでも言う事を聞いてくれるアカネチャン～」 | Gero+ぐるたみん                                                        | げろたみん（Gero+ぐるたみん）コラボCD『SVS～叫ぶ猿VS叫ぶ猿～』              | ぐるたみんとのコラボCD。C95頒布。 |
| 2019年3月20日  | 「ガンバリマ宣言」                                                                                          | Gero                                                                   | TVアニメ「臨死!!江古田ちゃん」エンディングテーマ曲・第5話                   | テレビアニメ『臨死!!江古田ちゃん』第5話エンディングテーマ |
| 2020年3月4日   | 「スロウダウナー」                                                                                          | めいちゃん feat.Gero                                                   | 大迷惑                                                                      | ゲストボーカルとして参加。XYZP盤DISC2に収録されている。 |
| 2020年10月28日 | 「BELOVED×SURVIVAL」                                                                                        | Gero                                                                   | リスアニ！MIX by DJ和 ～10th Anniversary Selection～                        | アニメ音楽誌「リスアニ！」の10年間を彩るアニソンなどの楽曲を収めたMIX CD |
| 2021年3月26日  | 「LOVE ANTHEM」                                                                                             | HoneyWorks feat.めいちゃん&Gero                                        | 告白実行委員会 -FLYING SONGS- 愛してる                                      | クリエイターユニット・HoneyWorksのアルバム。 |
| 2022年6月22日  | 「口癖」 | +α/あるふぁきゅん。 feat.Gero                                          | #わたし以外、全員、幸せそうに見える。                                       | +α/あるふぁきゅん。のコンセプトアルバム。 |
| 2023年2月22日  | 「直感フォーリンLOVE」                                                                                      | SHARE LOCK HOMES feat.Gero                                             | switch                                                                      | SHARE LOCK HOMESのミニアルバム。 |
| 2024年12月4日  | 「fighting pose!!」                                                                                         | 天月×Gero                                                              | ラスト・フレグランス                                                        | 天月の5thアルバム。 |

### キャラクターソングCD
| 発売日        | 商品名                                                                    | 歌 | 楽曲                   | 備考                                       |
| ------------- | ------------------------------------------------------------------------- | --- | ---------------------- | ------------------------------------------ |
| 2015年5月20日 | すたぴぃ～あなたはもっと輝ける～キャラクターソングCD「Star Grand Prix！」 | 西恭介（大河元気）、寺田透真（Gero）、秋山隼（流川楓）、五十嵐祐太（小野賢章）、武藤涼平（渡瀬瑞基〈てのりタイガー〉） | Star Grand Prix！      | 『すたぴぃ～あなたはもっと輝ける～』関連曲 |
| 2017年2月22日 | 何度だって、好き。〜告白実行委員会〜                                      | HoneyWorks feat. 濱中翠（Gero）、成海聖奈（雨宮天）                                                                    | 「日曜日の秘密」       | 『告白実行委員会〜恋愛シリーズ〜』関連曲   |
| 2023年3月15日 | ねぇ、好きって痛いよ。 〜告白実行委員会キャラクターソング集〜             | HoneyWorks feat. 濱中翠（Gero）                                                                                        | 「かっこよくなりたい」 | 『告白実行委員会〜恋愛シリーズ〜』関連曲   |

### ドラマCD
| 発売日         | 商品名                                                       | 出演者 | 備考                                                       |
| -------------- | ------------------------------------------------------------ | --- | ---------------------------------------------------------- |
| 2010年5月5日   | ミュージカル風ドラマCD「Canna Cinq～ある姫君と人形師の話～」 | 野犬（CV.Gero） 他 |                                                            |
| 2010年10月31日 | Canna Cinq番外編「ある野犬の話」                             | 野犬（CV.Gero） 他 |                                                            |
| 2011年12月9日  | 戦国☆パラダイス-極- 第一巻ダシが決め手のドラマCD             | 伊達政宗（CV.柿原徹也）、徳川家康（CV.羽多野渉）、小早川秀秋（CV.今井麻美）、本多忠勝（CV.狭川尚紀）、石田三成（CV.浪川大輔）、大谷吉継（CV.村田太志）、島左近（CV.川原慶久）、真田幸村（CV.江口拓也）、真田十勇士（CV.Gero）      |                                                            |
| 2014年6月25日  | ドラマCD七恋天使黙示録 –Martyr-                              | ルシフェル（CV.細谷佳正）、ガブリエル（CV.柿原徹也）、ラファエル（CV.寺島拓篤）、ウリエル（CV.岸尾だいすけ）、サリエル（CV.江口拓也）、ラグエル（CV.諏訪部順一）、アズラエル（CV.中村悠一）、G（CV.Gero）                          | Gero歌唱の主題歌「Martyr」をハーフサイズバージョンで収録。 |
| 2015年10月28日 | シェアらぶ 第3巻                                             | 鷹崎 怜（CV.浪川大輔）、藤猪 勇一郎（CV.鳥海浩輔）、司馬 一雪（CV.藤原祐規）、蜂須賀 義人（CV.前野智昭）、狐塚 友三（CV.Gero） |                                                            |
| 2016年9月7日   | 葬除屋XRAID ドラマCD Judge the mistakes-過ちの代償-          | 響（CV.村瀬歩）、翔（CV.神谷浩史）、憐（CV.野島健児）、雅（CV.梅原裕一郎）、儚（CV.粕谷大介）、D（CV.蛇足）、G（CV.Gero）、護口（CV.谷山紀章）、晃（CV.木村良平）、智恵（CV.河野茉莉）、一稀（CV.保住有哉）、沙結美（CV.明坂聡美） |                                                            |

### ラジオCD
| 発売日         | 商品名                                                        | 出演者 | 備考                                           |
| -------------- | ------------------------------------------------------------- | --- | ---------------------------------------------- |
| 2013年10月18日 | BROTHERS CONFLICT WEBラジオ DJCD サンラジオ・レジデンス vol.2 | ［パーソナリティ］本ラジオでは、「BROTHERS CONFLICT」に出演するキャストの中から毎回2名がパーソナリティを務めた。（武内健、KENN 等） | 第11回にスペシャルパーソナリティーとして出演。 |
| 2015年12月31日 | ラジオCD「スタミュラジオ~目指せ!ラジオスター~」               | ［パーソナリティ］ランズベリー・アーサー(月皇海斗 役) 他ゲスト多数                                                                  | 第4回にゲストとして出演。                      |

## ディスコグラフィ（DVD・Blu-ray）

### 単独ライブ
| 発売日        | 開催日         | タイトル                         | 会場             | 最高順位              |
| ------------- | -------------- | -------------------------------- | ---------------- | --------------------- |
| 2015年2月25日 | 2014年10月12日 | Gero Live Tour 2014 -SECOND- DVD | Zepp Tokyo       | 13位(音楽)/29位(総合) |
| 2016年6月22日 | 2015年10月24日 | Gero／Live Tour 2015 – Re:load – | 日比谷野外音楽堂 | 不明(音楽)/23位(総合) |
| 2025年8月27日 | 2025年2月26日  | Gero「さようなら、武道館」       | 日本武道館       | -位(音楽)/-位(総合)   |

### 出演ライブ
| 発売日        | 開催日        | タイトル                                               | 歌唱楽曲 | 会場                     | 出演者 | 備考 |
| ------------- | ------------- | ------------------------------------------------------ | --- | ------------------------ | --- | --- |
| 2014年3月26日 | 2013年8月24日 | Animelo Summer Live 2013 -FLAG NINE- 8.24              | ・BELOVED×SURVIVAL ・The Galaxy Express 999（※2013年度のアニサマテーマソング、出演者全員による合唱）                                              | さいたまスーパーアリーナ | あいう♡らぶ、アイドルマスターミリオンスターズ、藍井エイル、アフィリア・サーガ、angela、上坂すみれ、OLDCODEX、栗林みな実、GRANRODEO、Gero、サイキックラバー、土屋アンナ（サプライズゲスト）、Zwei、T-Pistonz+KMC、中島愛、七森中☆ごらく部、春奈るな、fripSide、motsu、山本正之、LiSA | メイキング＆バックステージ映像収録                                                                                         |
| 2018年8月26日 | 2017年2月3日  | NBCUniversal ANIME×MUSIC FESTIVAL ～25th ANNIVERSARY～ | ・BELOVED×SURVIVAL ・〜Outgrow〜 ・14to1（cover） ・いちごコンプリート（※やなぎなぎとコラボでのcover） ・Only my Railgun（※出演者全員による合唱） | さいたまスーパーアリーナ | KOTOKO、川田まみ、fripSide、黒崎真音、流田Project、やなぎなぎ、Gero、南條愛乃、Luce Twinkle Wink☆、I'VE SPECIAL UNIT 【ゲスト出演】ALTIMA、石田燿子、タイナカサチ、桃井はるこ、真音ガールズ（黒崎真音・KOTOKO・南條愛乃） 【シークレットゲスト】飯田里穂、山崎はるか                | ※Gero歌唱の遠い叫び（cover）は未収録。また、After the Rain、浦島坂田船等の一部出演者及び一部歌唱楽曲が未収録となっている。 |

### 蛇下呂
|      | 発売日         | タイトル                                                          | 備考                |
| ---- | -------------- | ----------------------------------------------------------------- | ------------------- |
| 1st  | 2010年8月14日  | 蛇下呂どうでしょう Vol.1                                          |                     |
| 2nd  | 2010年12月31日 | 蛇下呂どうでしょう Vol.2 「〜三番勝負編〜」                       |                     |
| 3rd  | 2011年8月13日  | 蛇下呂なにがし。 Vol.1                                            |                     |
| 4th  | 2011年12月31日 | 蛇下呂なにがし。 Vol.2                                            |                     |
| 5th  | 2012年4月28日  | 蛇下呂道＆蛇下呂IN台湾                                            | CD＆DVD             |
| 6th  | 2012年8月11日  | 蛇下呂なにがし。 Vol.3 「陣取り合戦～東日本編～」                 |                     |
| 7th  | 2012年12月31日 | 蛇下呂なにがし。 Vol.4 「Gero地獄の罰ゲーム編」                   |                     |
| 8th  | 2013年8月12日  | 蛇下呂なにがし。 Vol.5 「下呂が蛇足をプロデュース編・台湾旅行編」 |                     |
| 9th  | 2014年2月5日   | 蛇下呂なにがし。 Vol.6                                            |                     |
| 10th | 2014年8月17日  | 蛇下呂"生"なにがし。「〜春のパンまつり〜」                        | ライブ・イベントDVD |
| 11th | 2015年3月31日  | 蛇下呂なにがし。 Vol.7 「九州対決編」                             |                     |
| 12th | 2015年8月23日  | 蛇下呂なにがし。 vol.8 「〜中国大返し編〜｣                        |                     |
| 13th | 2017年2月10日  | 蛇下呂なにがし。Vol.9「〜蛇足大精算編〜」                         |                     |

## ライブ・イベント

### FC会員限定ライブ・イベント
| 公演年 | 公演日        | 形態                       | タイトル                                                                  | 公演数                |
| ------ | ------------- | -------------------------- | ------------------------------------------------------------------------- | --------------------- |
| 2012年 | 10月13日      | ライブ＆ファンミーティング | 「第一回のぜ部集会」〜部長、がんばる〜                                    |                       |
| 2013年 | 1月20日       | 握手会イベント             | 「第二回のぜ部集会～部長の誕生日を祝えこの野郎握手会～」                  |                       |
| 2013年 | 5月19日       | ライブ＆ファンミーティング | 『第三回のぜ部集会〜部長が歌って、それを撮る！〜』                        |                       |
| 2018年 | 6月23日       | クルージングイベント       | ちゃんげろクルーズin横浜                                                  | 昼夜2部制             |
| 2019年 | 6月16日＆23日 | ミニライブツアー           | ちゃんげろファンクラブライブ2019 〜久しぶりにFCライブしませんか？ツアー〜 | 全2公演（大阪＆東京） |

### FC会員限定イベント（旅行）
| 開催年 | 開催日      | 泊数   | タイトル                                       | 備考 |
| ------ | ----------- | ------ | ---------------------------------------------- | ---- |
| 2015年 | 6月30〜31日 | 1泊2日 | ちゃんげろ下呂温泉                             |      |
| 2016年 | 5月14〜15日 | 1泊2日 | ちゃんげろ鬼怒川温泉～お猿といっしょ～         |      |
| 2017年 | 5月20〜21日 | 1泊2日 | ちゃんげろアドベンチャーワールド～南紀白浜編～ |      |

### リリース記念・発売記念イベント
| 開催年 | 開催日   | イベント名                              | 会場                                 | 備考 |
| ------ | -------- | --------------------------------------- | ------------------------------------ | --- |
| 2018年 | 8月8日   | Gero「Treasure」発売記念イベント 握手会 | タワーレコード新宿店7F特設カウンター | タワーレコード新宿店にて、対象商品購入者に先着でイベント参加券が配られた。                                     |
| 2018年 | 8月9日   | Gero「Treasure」発売記念イベント 握手会 | アニメイト横浜                       | アニメイト横浜、池袋本店、秋葉原にて、対象商品購入者に先着でイベント参加券が配られた。                         |
| 2018年 | 8月18日  | Gero「Treasure」発売記念イベント 握手会 | animateO.N.SQUARE HALL 3F(大阪)      | アニメイト大阪日本橋、天王寺にて、対象商品購入者に先着でイベント参加券が配られた。                             |
| 2018年 | 8月18日  | Gero「Treasure」発売記念イベント 握手会 | 第3太閤ビル(名古屋)                  | アニメイト名古屋にて、対象商品購入者に先着でイベント参加券が配られた。                                         |
| 2020年 | 10月30日 | ｢TOKYO HAZE｣発売記念オンラインサイン会  | オンライン                           | タワーレコードオンライン購入者の中から抽選で約150名が選ばれ、およそ3時間にわたりオンラインサイン会が行われた。 |

### 蛇下呂
| 公演年 | 形態         | タイトル                                               | 公演数  |
| ------ | ------------ | ------------------------------------------------------ | ------- |
| 2014年 | 単発ライブ   | 蛇下呂”生”なにがし。〜春のパンまつり〜                 |         |
| 2015年 | ライブツアー | 蛇下呂”生”なにがし。 MUSIC TOUR 2015 〜東名神3本勝負〜 | 全3公演 |
| 2016年 | ライブツアー | 蛇下呂 Live Tour 2016 ～歌と対決とたけし～             | 全6公演 |
| 2017年 | ライブツアー | 蛇下呂 Live Tour 2017 ～帰ってきた、カワムラマン～     | 全3公演 |

### 肉チョモランマ
| 公演年 | 公演日   | 会場           | タイトル | 備考                                                  |
| ------ | -------- | -------------- | --- | ----------------------------------------------------- |
| 2020年 | 開催中止 |                | 肉チョモランマ 1周年記念イベント! feel it…                                                                        | 新型コロナウイルス感染拡大の影響により、中止。        |
| 2023年 | 11月3日  | ぴあアリーナMM | 【神回】肉チョモランマが初ワンマンやったら、ぴあアリーナ2daysでわろたwww 【DAY1】Geroとめいちゃんのツーマンライブ |                                                       |
| 2023年 | 11月4日  | ぴあアリーナMM | 【神回】肉チョモランマが初ワンマンやったら、ぴあアリーナ2daysでわろたwww 【DAY2】肉チョモカーニバル               | 【ゲスト】あげいん、あらき、恭一郎、shack、蛇足、ピコ |

### その他
| 公演年        | 公演日          | 会場                                  | タイトル                                                                          | 出演者                                        | 備考 |
| ------------- | --------------- | ------------------------------------- | --------------------------------------------------------------------------------- | --------------------------------------------- | --- |
| 2011年        | 2月11日         | 文京シビックホール 小ホール（東京都） | Geroと[Mint]のアコースティックライブ～こんな名前ですいません。～                  | Gero、[Mint]                                  | |
| 2012年        | 3月2日          | 中野サンプラザ（東京都）              | Geroと[Mint]のアコースティックライブvol.2                                         | Gero、[Mint]                                  | |
| 2012年        | 11月25日        | 渋谷クラブクアトロ（東京都）          | 喜多修平&Gero JOINT LIVE "PonGero歌ってナイト”                                    | 喜多修平、Gero                                | |
| 2015年        | 12月2日         | 新宿ReNY（東京都）                    | ながれだゆげろの男3人後ろから前から                                               | 流田豊、湯毛、Gero                            | |
| 2018年ｰ2019年 | 12月31日ｰ1月1日 | duo MUSIC EXCHANGE（東京都）          | Gero&チームニコライ COUNTDOWN LIVE 2018-2019 【夜の部】チームニコライ大新年会2019 | Gero、チームニコライ(ASK、コゲ犬、蛇足、湯毛) | 年越しカウントダウンライブ。 昼夜2部制(第2部) ※第1部はGeroBANDによる単独ライブのため、「単独ライブ」に記載。 |

### ライブ・フェス・イベント出演
| 公演年 | 公演日                  | タイトル | 出演者 | 備考                                                                                               |
| ------ | ----------------------- | --- | --- | -------------------------------------------------------------------------------------------------- |
| 2010年 | 1月30日                 | NICORevolution21 in神戸 | | |
| 2010年 | 7月17日                 | なまらにぽぽ | | |
| 2010年 | 9月18日ｰ19日            | 東京ゲームショウ2010 | | 「ガマニア」ブース内ステージに出演。                                                               |
| 2011年 | 5月22日                 | ニコニコ大会議2011in台湾 | clear、Gero、こまん、赤飯、タイツォン、蛇足、Da-little、灯油 (歌手)灯油、nero、ほんこーん、ぽこた、L.I.N.E(HYBRID SENSE/che:櫻井) ［Band］紅い流星、海賊王、ショボン、ティッシュ姫 | |
| 2012年 | 3月4日                  | CD&DLでーた&DISK GARAGE presents 拍手大喝祭!!! Tokyo Rock's Summit 2012 | ORANGERANGE、Gero、SPYAIR | |
| 2012年 | 4月23日                 | G.W.ニコライ ZEPP TOUR 2012 | | 仙台公演                                                                                           |
| 2012年 | 4月28日                 | ニコニコ超パーティーFirstNight ～1×0～ | アイドルマスター、Gero、JAM Project、広瀬香美 他 | |
| 2012年 | 4月29日                 | ニコニコ超パーティーLastNight ～2×0～ | きゃりーぱみゅぱみゅ、Gero、高橋洋子、初音ミク、fripSide、Lia、やまだひさし 他 | |
| 2012年 | 5月4日                  | G.W.ニコライ ZEPP TOUR 2012 | | 名古屋公演                                                                                         |
| 2012年 | 5月6日                  | G.W.ニコライ ZEPP TOUR 2012 | | 大阪公演                                                                                           |
| 2012年 | 5月11日                 | G.W.ニコライ ZEPP TOUR 2012 | | 東京公演                                                                                           |
| 2012年 | 5月13日                 | G.W.ニコライ ZEPP TOUR 2012 | | 福岡公演                                                                                           |
| 2012年 | 5月20日                 | G.W.ニコライ ZEPP TOUR 2012 | | 札幌公演                                                                                           |
| 2012年 | 5月27日                 | G.W.ニコライ ZEPP TOUR 2012 | | 神奈川公演                                                                                         |
| 2012年 | 12月8日                 | BREAKOUT祭2012 | | |
| 2012年 | 12月31日                | KINGRUN Presents アニソンキング | ［司会］鷲崎健、砂山けーたろー、三澤紗千香、上坂すみれ ［出演者］AKINO with bless4、azusa、石原慎一、鵜島仁文、川添智久、串田アキラ、Gero、高橋秀幸、Zwei、桃井はるこ、山形ユキオ、結城アイラ、吉田仁美、米倉千尋、佐咲紗花、美郷あき、きただにひろし、喜多修平、Ray、富永"TOMMY"弘明、AiRI 他 | 年越しイベント                                                                                     |
| 2013年 | 1月27日                 | Miracle Promise 02 | Gero、ゴム、that、小歐、蛇足、ちあ、湯毛、紅い流星、蒼い刹那、ショボン | 会場：台湾The Wall                                                                                 |
| 2013年 | 2月10日                 | 次世代ワールドホビーフェア'13 Winter 大阪大会 「キッズステーション」ブース内ステージイベント『「ポケットモンスター ベストウイッシュ」クイズ大会ステージ』＆『「コロコロアワー」クイズ大会ステージ』 | | |
| 2013年 | 2月16日                 | ニコニコゲームマスター with CoD:BO2 ニコファーレ本選 | | ※MCとして出演                                                                                      |
| 2013年 | 3月15日                 | アニうたKITAKYUSHU×A3 2013 前夜祭 | | ※MCとして出演                                                                                      |
| 2013年 | 4月27日                 | ニコニコ超パーティーII First Night Carnival | 川越達也、Gero、小林幸子、ドアラ、福山芳樹 他 | |
| 2013年 | 4月28日                 | ニコニコ超パーティーII Last Night Carnival | 天月、奥華子、Gero、中川翔子、初音ミク、松岡充(SOPHIA) 他 | |
| 2013年 | 5月3日                  | 大分おたふぇす | Gero、SHARE LOCK HOMES、まーさんず(R) | |
| 2013年 | 5月4日                  | 第26回巌流島フェスティバル『ファミリーピクニックコンサート』 | 影山ヒロノブ、遠藤正明、きただにひろし、Gero、SHARE LOCK HOMES | |
| 2013年 | 6月15日ｰ16日            | 東京おもちゃショー「タカラトミーアーツ」ブース内ステージ ｢ポケモントレッタスペシャルステージ＆Geroライブステージ」                                                                                  | | |
| 2013年 | 6月29日ｰ30日            | 次世代ワールドホビーフェア 2013 Summer | | |
| 2013年 | 8月10日                 | 影山ヒロノブ・遠藤正明・きただにひろしの「ゆかいな仲間たち2013｣ | 影山ヒロノブ、遠藤正明、きただにひろし、奥井雅美、福山芳樹、Gero 他 | |
| 2013年 | 8月24日                 | Animelo Summer Live 2013 -FLAG NINE- | あいう♡らぶ、アイドルマスターミリオンスターズ、藍井エイル、アフィリア・サーガ、angela、上坂すみれ、OLDCODEX、栗林みな実、GRANRODEO、Gero、サイキックラバー、土屋アンナ（サプライズゲスト）、Zwei、T-Pistonz+KMC、中島愛、七森中☆ごらく部、春奈るな、fripSide、motsu、山本正之、LiSA | |
| 2013年 | 11月10日                | ニコニコ町会議 in 大阪なんば 湊町リバープレイス | | |
| 2013年 | 11月24日                | BROTHERS CONFLICT ファン感謝イベント | | |
| 2013年 | 12月31日ｰ1月1日         | 海響館カウントダウン2014 | | |
| 2014年 | 2月23日                 | HoneyWorks メジャーデビュー・ボーカロイドベストアルバム発売記念ライブ「ずっと前から好きでした。」                                                                                                   | | |
| 2014年 | 3月23日                 | Geroの2h×AnimeJapan2014 | ［MC］Gero ［アシスタント］西山宏太朗 | 「AnimeJapan2014」内「NBCユニバーサルブース」で公開収録。                                          |
| 2014年 | 4月26日                 | ニコニコ超パーティーIII supported by an ～First Night～ | AKINO with bless4、Circle of Friends、志麻、蛇下呂(蛇足×Gero)、富永TOMMY弘明、ふなっしー、MICHAEL 他 | ※蛇下呂での出演                                                                                    |
| 2014年 | 4月27日                 | ニコニコ超パーティーIII supported by an ～Last Night～ | 影山ヒロノブ、Gero、小林幸子、古谷徹、初音ミク 他 | |
| 2014年 | 5月3日・4日・17日・18日 | ポケモンカードゲームリザードンメガバトル 「ザ・ポケモントレッタ×ポケモンメガリング体験会」 | | |
| 2014年 | 6月14日                 | 東京おもちゃショー2014 タカラトミーアーツブース 「トレッタ＆ブキガミダンスステージ」 | | |
| 2014年 | 6月14日                 | 東京おもちゃショー2014 タカラトミーアーツブース 「トレッタ×メガリング 松本梨香＆Geroスペシャルライブステージ」                                                                                      | | |
| 2014年 | 6月15日                 | 『東京レイヴンズ』イベント | | |
| 2014年 | 6月21日                 | YATSUI FESTIVAL! 2014 | | |
| 2014年 | 6月28日                 | 次世代ワールドホビーフェア '14 Summer ポケモンブース ステージイベント | | |
| 2014年 | 6月29日                 | 遠藤会presents「漢祭り Vol.2」 | 遠藤正明、bamboo（milktub）、OTAKU NOT DEAD、鷲崎健、流田Project、Gero | |
| 2014年 | 7月29日                 | お台場新大陸2014めざましライブ | | |
| 2014年 | 8月13日                 | ポケモンセンターなつまつり in 松坂屋名古屋店 | | |
| 2014年 | 11月2日                 | 福岡国際大学・福岡女子短期大学学園祭“風早福国祭” | | |
| 2014年 | 11月30日                | アニソン AAA Vol.3 | JAM Project、影山ヒロノブ、遠藤正明、奥井雅美、きただにひろし、緒方恵美、Gero 他 | |
| 2014年 | 12月5日ｰ7日             | ニコニコ国会議〜Japan Internet Culture Festival〜 | | inシンガポール                                                                                     |
| 2014年 | 12月21日                | NORTH Xmas！ ～ Anison-R NIGHT | | |
| 2015年 | 1月17日                 | 歌みた本ライブ 2015 | | |
| 2015年 | 3月22日                 | ウタカツスーパーライブ2015 | +α/あるふぁきゅん。、ぐるたみん、Gero、赤飯、そらる、CHiCO with HoneyWorks、夏代孝明、ピコ、luz、れをる 他 | |
| 2015年 | 4月19日                 | スズム LIVE 2015『八日目、雨が止む前に。』 | | 静岡公演(※ゲスト出演)                                                                              |
| 2015年 | 4月25日                 | ニコニコ超会議2015 超音楽祭2015 | THE IDOLM@STER、藍井エイル、GARNiDELiA、Gero、超特急、藤巻亮太、松岡充(MICHAEL) 他 | |
| 2015年 | 5月3日                  | 第28回巌流島フェスティバル 前夜祭 | | |
| 2015年 | 5月4日                  | 第28回巌流島フェスティバル | 影山ヒロノブ、遠藤正明、きただにひろし、SHARE LOCK HOMES、Gero | |
| 2015年 | 6月20日                 | 東京おもちゃショー2015 ポケモントレッタスペシャルステージ | | |
| 2015年 | 6月26日                 | アウターマン特別上映会 | | |
| 2015年 | 6月28日                 | 遠藤会presents「漢祭り Vol.3」 | 遠藤正明、bamboo（milktub）、OTAKU NOT DEAD、鷲崎健、流田Project、Gero、カスタマイZ | |
| 2015年 | 8月14日                 | 影山ヒロノブ・遠藤正明・きただにひろしの「ゆかいな仲間たち2015｣ | 影山ヒロノブ、遠藤正明、きただにひろし、奥井雅美、福山芳樹、Gero 他 | |
| 2015年 | 10月23日                | ANIMAX MUSIX 2015 YOKOHAMA | i☆Ris、AKINO with bless4、綾野ましろ、ALTIMA、上坂すみれ、内田真礼、大橋彩香、OxT、小野賢章、川田まみ、岸田教団&The明星ロケッツ、Gero、KOTOKO（シークレット）、茅原実里、南條愛乃、西沢幸奏、marina、May'n 他 | |
| 2015年 | 10月25日                | ニコニコ超パーティー2015 | GACKT presents 神威♂楽園、GARNiDELiA、Gero、小林幸子、初音ミク、松岡充、和楽器バンド 他 | |
| 2015年 | 11月2日                 | 明大祭で歌ってみた ver.Gero | | |
| 2015年 | 11月8日                 | 2015ゆのまえ漫画フェスタ | | |
| 2016年 | 1月17日                 | LIVE A² 2016 -アニぱら音楽館×A-POP PLUS- | 影山ヒロノブ、遠藤正明、angela、織田かおり、Gero、i☆Ris、中川翔子 他 | |
| 2016年 | 3月20日                 | MUSIC CUBE 16 | | |
| 2016年 | 3月28日                 | i-STAR FESTIVAL | | |
| 2016年 | 4月29日                 | ニコニコ超会議2016 超音楽祭2016 | THE IDOLM@STER SideM、綾野ましろ、GARNiDELiA、Gero、デーモン閣下、春奈るな、HISASHI(GLAY)、松崎しげる 他 | |
| 2016年 | 5月4日                  | 第29回巌流島フェスティバル | 影山ヒロノブ、遠藤正明、きただにひろし、SHARE LOCK HOMES、Gero | |
| 2016年 | 5月21日                 | 遠藤会presents「漢祭り Vol.4」 | 遠藤正明、bamboo（milktub）、OTAKU NOT DEAD、鷲崎健、流田Project、Gero、大木貢祐 | |
| 2016年 | 5月29日                 | TVアニメ「スタミュ」スペシャルイベント | | |
| 2016年 | 6月12日                 | 東京おもちゃショー2016 ポケモントレッタファイナルステージ | | |
| 2016年 | 7月5日                  | アニぱら音楽館企画会議 | ［進行］今立進（エレキコミック） ［ゲスト］atsuko（angela）、織田かおり、Gero 他 | |
| 2016年 | 10月1日                 | MEGA★ROCKS 2016 | 赤い公園、打首獄門同好会、岡崎体育、Gero、爆弾ジョニー、BRADIO 他 | |
| 2016年 | 11月3日                 | ニコニコ超パーティー2016 | 浦島坂田船、GARNiDELiA、Gero、小林幸子、初音ミク、PENGUIN RESEARCH、松岡充(MICHAEL/SOPHIA)、松本梨香 他 | |
| 2016年 | 12月31日ｰ1月1日         | COUNT DOWN 2017 KAIKYOKAN | | |
| 2017年 | 1月22日                 | JAPAN POP CULTURE CARNIVAL 2017 in MATSUDO feat.ANISON | | |
| 2017年 | 2月21日                 | アニぱら音楽館企画会議Vol.2 | ［MC］Gero、織田かおり ［ゲスト］きただにひろしとスタッフ | |
| 2017年 | 2月25日                 | ウタカツ！mtg vol.004「#THEパーリー」 | +α/あるふぁきゅん。、GARNiDELiA、恭一郎、Gero、CHiCO with HoneyWorks、DJ和、halca、RAB (リアルアキバボーイズ) 他 | |
| 2017年 | 3月20日                 | HoneyWorksパーティー | | 大阪公演                                                                                           |
| 2017年 | 3月21日                 | アニぱら音楽館企画会議Vol.3 | ［MC］Gero、atsuko（angela） ゲスト：影山ヒロノブとスタッフ | |
| 2017年 | 3月27日                 | i-STAR FESTIVAL2017 | | |
| 2017年 | 3月30日                 | HoneyWorksパーティー | | 東京公演                                                                                           |
| 2017年 | 4月18日                 | アニぱら音楽館企画会議Vol.4 | MC：Gero、織田かおり ゲスト：遠藤正明、atsuko（angela）とスタッフ | |
| 2017年 | 4月30日                 | ニコニコ超会議2017 超音楽祭2017 | THE IDOLM@STER SideM、オーイシマサヨシ、Gero、ゴールデンボンバー、小林幸子、バンドじゃないもん!、BiSH 他 | |
| 2017年 | 5月4日                  | 第30回巌流島フェスティバル | 影山ヒロノブ、遠藤正明、きただにひろし、SHARE LOCK HOMES、Gero | |
| 2017年 | 5月7日                  | アニぱら音楽館～KAGEYA-MATSURI～ | 影山ヒロノブ、遠藤正明、きただにひろし、angela、織田かおり、Gero、サイキックラバー、流田Project、TRUE、JAM Project | |
| 2017年 | 6月10日                 | 遠藤会presents「漢祭り Vol.5」 | 遠藤正明、bamboo（milktub）、OTAKU NOT DEAD、鷲崎健、流田Project、Gero、山形ユキオ | |
| 2017年 | 7月22日                 | 萬画の国・いしのまき｣スペシャル・アニソンLIVE | 遠藤正明、石田燿子、Gero | |
| 2017年 | 11月3日                 | ニコニコ超パーティー2017 | オーイシマサヨシ、GARNiDELiA、Gero、小林幸子、どうぶつビスケッツ×PPP、初音ミク、PENGUIN RESEARCH、majiko、松岡充(MICHAEL/SOPHIA) 他 | |
| 2017年 | 11月9日                 | アニぱら音楽館〜ラストライブ〜 | 影山ヒロノブ、遠藤正明、atsuko(angela)、織田かおり、Gero、サイキックラバー 他 | |
| 2017年 | 11月11日                | EXIT TUNES ACADEMY UNDOKAI 2017～秋の大運動会～ | | 白組                                                                                               |
| 2018年 | 1月30日                 | 日本工学院ミュージックカレッジ presents HACHI-ON 2018 / 2nd SHOW | | |
| 2018年 | 2月3日                  | NBCUniversal ANIME×MUSIC FESTIVAL ~25th ANNIVERSARY~ | KOTOKO、川田まみ、fripSide、黒崎真音、流田Project、やなぎなぎ、Gero、南條愛乃、Luce Twinkle Wink☆、After the Rain、浦島坂田船、I'VE SPECIAL UNIT 【ゲスト出演】ALTIMA、石田燿子、タイナカサチ、桃井はるこ、小澤亜李、原田彩楓、本渡楓、水瀬いのり、真音ガールズ（黒崎真音・KOTOKO・南條愛乃） 【シークレットゲスト】飯田里穂、山崎はるか | |
| 2018年 | 3月25日                 | XYZ TOUR 2018 -DJ Style- | | 大阪公演                                                                                           |
| 2018年 | 3月30日                 | XYZ TOUR 2018 -DJ Style- | | 東京公演                                                                                           |
| 2018年 | 5月4日                  | 第31回巌流島フェスティバル | 影山ヒロノブ、遠藤正明、きただにひろし、SHARE LOCK HOMES、Gero | |
| 2018年 | 5月5日                  | 岸田教団＆THE明星ロケッツ presents “ガチです(ФωФ)！” | 岸田教団&The明星ロケッツ ［ゲスト］Gero、西沢幸奏 | |
| 2018年 | 6月9日ｰ10日             | 遠藤会presents「漢祭り Vol.6」 | 遠藤正明、bamboo（milktub）、やまけん、鷲崎健、流田Project、Gero、山本和臣、檜山修之（音声出演）、榎本温子（映像出演） | 2Days開催、全4公演                                                                                 |
| 2018年 | 7月7日                  | HoneyWorks×My Melody in サンリオピューロランド スペシャルイベント ～ライブ＆ライブペインティング～                                                                                                  | | |
| 2018年 | 7月14日                 | TVアニメ「僕10」スペシャルイベント | 鈴村健一、豊崎愛生、戸松遥、阿澄佳奈、木村良平、莉犬、Gero、天月 | 昼夜2公演                                                                                          |
| 2018年 | 8月6日                  | i-STAR Fes.2018 in OSAKA | | |
| 2018年 | 8月19日                 | XYZ TOUR 2018 -SUMMER- | | 名古屋公演                                                                                         |
| 2018年 | 8月22日                 | XYZ TOUR 2018 -SUMMER- | | 東京公演                                                                                           |
| 2018年 | 8月25日                 | XYZ TOUR 2018 -SUMMER- | | 札幌公演                                                                                           |
| 2018年 | 8月27日                 | XYZ TOUR 2018 -SUMMER- | | 東京公演                                                                                           |
| 2018年 | 10月6日                 | ウタカツ！ミーティング vol.005 ｰスクールディスコ2ｰ | ［MC］恭一郎、SHOｰNO ［出演者］暁月凛、あげいん、くろくも、Gero、ゲーム実況者わくわくバンド、この子、佐香智久、椎名ぴかりん、CHiCO with HoneyWorks、DJシーザー、八王子P、halca、Love Desire | |
| 2018年 | 11月10日                | EXIT TUNES ACADEMY UNDOKAI 2018 ～秋の大運動会～ | | 赤組                                                                                               |
| 2018年 | 12月22日ｰ24日           | HoneyWorks × LIP×LIP Premium Xmas Party | | 3日間全4公演                                                                                       |
| 2019年 | 1月25日                 | 東京工学院専門学校の卒業制作ライブ | | |
| 2019年 | 2月17日                 | XYZ TOUR 2019 -DJ Style- | | 北海道公演(※昼夜2部制)                                                                             |
| 2019年 | 2月22日                 | SingPhoNight | | オーケストラライブイベント                                                                         |
| 2019年 | 3月2日                  | XYZ TOUR 2019 -DJ Style- | | 岡山公演                                                                                           |
| 2019年 | 3月3日                  | XYZ TOUR 2019 -DJ Style- | | 愛媛公演                                                                                           |
| 2019年 | 3月17日                 | XYZ TOUR 2019 -DJ Style- | | 沖縄公演(※昼夜2部制)                                                                               |
| 2019年 | 3月26日                 | XYZ TOUR 2019 -DJ Style- | | 愛知公演                                                                                           |
| 2019年 | 3月28日                 | XYZ TOUR 2019 -DJ Style- | | 東京公演                                                                                           |
| 2019年 | 3月29日                 | i-STAR Fes.2019 in TOKYO | | |
| 2019年 | 4月1日                  | XYZ TOUR 2019 -DJ Style- | | 福岡公演(※昼夜2部制)                                                                               |
| 2019年 | 5月4日                  | 第32回巌流島フェスティバル | 影山ヒロノブ、遠藤正明、きただにひろし、SHARE LOCK HOMES、Gero | |
| 2019年 | 6月8日                  | 遠藤会presents「漢祭り Vol.7」 | 遠藤正明、bamboo（milktub）、やまけん、鷲崎健、流田Project、Gero | |
| 2019年 | 8月4日                  | i-STAR Fes.2019 in OSAKA | | |
| 2019年 | 8月22日                 | XYZ TOUR 2019 -SUMMER- | | 名古屋公演                                                                                         |
| 2019年 | 8月27日                 | XYZ TOUR 2019 -SUMMER- | | 東京公演                                                                                           |
| 2019年 | 11月3日                 | 【Day2】ハレスタオープニング記念イベント～池袋の新スタジオに池メン晴れオトコ大集合!!～ | 小林幸子、水木一郎、古谷徹、緑川光、岡本信彦、島﨑信長、Matt、青木佑磨、かえひろみ、みるきぃぬ、Gero、笹森裕貴、First place、ROSE A REAL、ジャスティス ハンコック(間宮康弘)、叶・葛葉(にじさんじ) | |
| 2020年 | 1月5日                  | あらなるめいのおとしだま♡（名古屋公演） | あらき、nqrse、めいちゃん ［ゲスト］Gero | |
| 2020年 | 2月2日                  | 大阪アニメ・声優＆eスポーツ専門学校 体験授業スペシャルメニュー「音楽業界について学ぼう！」 Geroトークショー                                                                                         | | トークショー                                                                                       |
| 2020年 | 11月29日                | HoneyWorks Premium Live Tour 2020 〜ハニフェス〜 | CHiCO（from CHiCO with HoneyWorks）、Hanon、Kotoha、麻倉もも、雨宮天、夏川椎菜、Gero | 10thアニバーサリースペシャルライブ                                                                 |
| 2021年 | 12月28日                | LAWSON presents HoneyWorks Premium Live 2021〜ハニフェス〜 DAY2 ハニワソングス 〜ゲストボーカルライブ〜                                                                                             | Gero、CHiCO（CHiCO with HoneyWorks）、ハコニワリリィ | HoneyWorks公式リズムゲーム「HoneyWorks Premium Live〜ハニプレ〜」1周年を記念したスペシャルイベント |
| 2023年 | 2月26日                 | めいちゃんライブツアー2022-2023『へなちょこフォレスト』へなちょこフレンズフェスティバル | めいちゃん、天月、あらき、Gero、KOOL、センラ、そらる、ピコ、luz | めいちゃん主催の音楽フェス                                                                         |
| 2023年 | 3月10日                 | 天月-あまつき-『ムーンライトパレード〜sweet bitter〜』 | 天月、Gero、そらる、超学生、luz | 天月-あまつき-、初の代々木第一体育館公演。ゲストとして出演。                                       |
| 2023年 | 3月25日ｰ26日            | 加藤純一presents配信者ハイパーゲーム大会 | ［MC］加藤純一 ［MCアシスタント］石田晴香 ［実況解説］岸大河、平岩康佑、OooDa(25日のみ) ［出演者］あっさりしょこ、伊織もえ、おおえのたかゆき、おにや、柏木べるくら、かものはし、恭一郎、けんき、Gero、こくじん、渋谷ハル、じゃすぱー、スタンミ、SPYGEA、すもも、そらる、たいじ、蛇足、DJふぉい、ちくのぼ、つわはす、トナカイト、はんじょう、布団ちゃん、VODKA、まさのり、misaco、みゃこ、YamatoN、yunocy、ゆふな、ゆゆうた、ユリース、よしなま、RaMu、天月(25日のみ)、えなこ(26日のみ)                                                                                                | 加藤純一主催のゲーム実況イベント。会場は幕張メッセ4ｰ6ホール。                                      |
| 2023年 | 8月20日                 | ARAKI LIVE ARK !0 ATTENTION | あらき ［ゲスト］Gero、めいちゃん | あらきのLiveHouse＋Zeppツアー。会場はZepp Osaka Bayside。                                          |
| 2024年 | 3月16日ｰ17日            | 加藤純一presents第2回配信者ハイパーゲーム大会 | ［MC］加藤純一 ［MCアシスタント］石田晴香 ［実況解説］岸大河、平岩康佑、OooDa ［出演者］もこう、Euriece、天月、かものはし、えなこ、はんじょう、あっさりしょこ、たいじ、RaMu、すもも、SHAKA、よしなま、みゃこ、渋谷ハル、yunocy、けんき、わいわい（day2一部リーダー）、YamatoN、そらる、じゃすぱー、蛇足、スタンミ、伊織もえ、恭一郎、ありけん（day1代打）、ta1yo、SPYGEA、DJふぉい、rion、おおえのたかゆき、k4sen、misaco、こくじん、KH、おにや、Gero、mother3rd（day2一部出演）、Clutch_Fi（day2のみ）、ボドカ（day2一部出演）、鈴木ノリアキ（day2のみ）、布団ちゃん、ゆふな、関優太 | 加藤純一主催のゲーム実況イベント。会場はKアリーナ横浜。                                            |
| 2024年 | 6月15日                 | めいちゃんアリーナツアー『太陽のマーチ』 | めいちゃん ［ゲスト］天月、あらき、Gero、センラ、そらる | 埼玉公演のDAY1にゲストとして出演。会場はさいたまスーパーアリーナ。                                 |
| 2025年 | 8月21日                 | ニコニコ再会議 ’07~’09 Supported by ドワンゴ | ゴム、Gero、J、ピコ、Re:、nayuta、湯毛、やなぎなぎ、花たん、社長、ぽこた、らむだーじゃん、少年T、yonji、蛇足 | ゴムプロデュースの音楽ライブイベント。会場はLINE CUBE SHIBUYA。                                    |

## メディア出演

### 冠番組

#### ラジオ番組
- A&G ARTIST ZONE Geroの2h（2013年4月 - 2015年3月31日：超!A&G+ ）- メインパーソナリティ [28]
- A&G ARTIST ZONE GeroのTHE CATCH（2015年4月7日 - 2016年3月29日：超!A&G+）- メインパーソナリティ [29]

#### Web配信番組
- Geroと古川未鈴&成瀬瑛美(でんぱ組.inc)の水鏡レポート（2013年6月25日 - 2013年9月10日：ニコニコ生放送） - MC
- Geroでぃっしゅ!（2016年6月13日 - 2016年7月27日：LINE LIVE） - MC
- Geroの恋するコミックナイト〜月曜日のランデヴー〜（2016年7月4日 - 2017年7月10日：フジテレビオンデマンド） - MC[30]
- ちゃんげろソニック2017開催記念チケット先行カウントダウン特番！（2017年2月5日：FRESH LIVE）- MC
- 続!!ちゃんげろソニック2017開催記念チケット先行カウントダウン特番！（2017年3月11日：FRESH LIVE）- MC
- MUSIC LIVE ドゲロッパ!（2017年4月22日 - 2017年7月30日：FRESH LIVE） - MC（※ドグマ風見とダブルMC）
- Gero Live Tour 2017 -EGOIST- FRESH！チケット先行販売記念スペシャル番組（2017年6月24日：FRESH LIVE）- MC
- Gero CUP supported by BPF（2021年6月6日：OPENREC.tv）- MC

#### 雑誌
- エムオン・エンタテインメント「リスアニ!」内「Geroちゃん’s Bar」 レギュラー連載 (2014年8月8日 ｰ 2022年8月16日)

### レギュラー出演

#### テレビ番組
- めざましテレビ 内コーナー「ミドリgaマドグチ」（2013年12月 - 終了時期不明：フジテレビ） - レポーター[31]
- アニぱら音楽館 （2014年2月7日 - 2017年12月2日：キッズステーション）- レギュラー[32]

#### Web配信番組
- わけありベジー（2018年1月27日[注 1] - 終了時期不明：AbemaTV ウルトラゲームス）- レギュラー（不定期出演）（※出演者が番組オリジナルの野菜キャラクターに扮してトークやゲームをするというコンセプトの番組であるため、「トマト」のキャラクターに声をあてる形で出演していた。）

### ゲスト出演

#### テレビ番組
- ｢アニメTV｣（2013年7月31日：TOKYO MX）
- ｢リスアニ! TV｣（2014年6月28日：TOKYO MX）
- ｢青春! LiveChannel｣（2017年7月12日：テレビ東京）
- ｢Rの法則｣10代も夢中“歌い手”の世界　その実像に迫る!!（2018年4月19日：NHK教育テレビジョン）

#### ラジオ番組
- 「ゴールデンボンバー鬼龍院翔のオールナイトニッポン」（2013年8月12日：ニッポン放送）
- FM深夜バラエティー「wktkの枠」（2014年5月10日：JFN）
- 文化放送「A&G ARTIST ZONE 鷲崎健の2h」（2014年5月16日：超!A&G+）
- 「やまだひさしのラジアンリミテッドF」 ※コメント出演（2014年5月23日：TOKYO FM、JFN系列全国38局ネット）
- 「Hyper Night program GOW！」（2014年6月4日：FM福岡）
- 「なびこれ」（2014年6月5日：熊本シティエフエム）
- 「かもれでぃNight！」（2014年6月5日：FM愛媛）
- 「JOY-U・CLUB」（2014年6月5日：FM香川）
- 「MAXX BEAT」（2014年6月9日：FM AICHI）
- 「ミュ〜コミプラス＋」（2014年6月11日：ニッポン放送）
- 「ナガオカ×スクランブル」（2014年6月17日：CBCラジオ）
- 「鷹の爪団の世界征服ラジヲ」（2014年6月19日：TOKYO FM）
- 「ジェンガでナイト!」第12回（2014年6月27日：超!A&G+）
- FM深夜バラエティー「wktkの枠」（2014年6月28日：JFN系列全国20局ネット）
- 「ジェンガでナイト!」第13回（2014年7月4日：超!A&G+）
- IBS茨城放送「佐咲紗花の花咲キラジオ」（2015年5月23日：LuckyFM茨城放送 ※電話でのゲスト出演
- FM深夜バラエティー「wktkの枠」（2015年10月18日：JFN系列全国21局ネット）
- 「ニコラジパーク」（2017年7月11日：JFN系列全国25局ネット）
- 「A&G ARTIST ZONE ルーチェのTHE CATCH」（2017年7月25日：文化放送・超！A&G+）
- 「タマアゲ。」 ※コメント出演（2017年8月19日：ラジオ沖縄 AM864）
- 「クリエイターズ・スタジオ with ボカコレ」（2023年2月15日：JFN系列 ジャパンエフエムネットワーク・ドワンゴ制作）
- 「Adoのオールナイトニッポン」（2024年3月18日：ニッポン放送）
- 「『AuDeeCONNECT』内コーナー 歌い手 超学生による深夜バラエティ番組「超学生の仮面を脱ぐ夜」（2024年4月6日：JFN系列全国33局ネット）

#### Web配信番組（※公式番組、公式生放送、企業が企画・運営する動画のみ記載）
- ｢ニコラジ｣ （2010年7月21日、2014年5月20日、2016年12月15日、2017年2月16日、2017年7月13日、2017年9月28日：ニコニコ生放送）
- ｢リスアニ! STUDIO Vol.4｣（2015年5月15日：ニコニコ生放送）
- ｢MｰON! MUSIC｣ 5秒で答えて（2015年9月19日：MｰON! MUSIC公式YouTubeチャンネル）
- ｢FIVESTAR CHANNEL｣【UNIQLO, GU】1000万着のHELP（2016年3月13日：YouTube）
- ｢ヒロバトTV!｣（2016年12月14日（第5回 JF2017直前SP!）、2016年12月22日（第6回 敵(ヴィラン)襲撃SP！）、：タカラトミーアーツ公式YouTubeチャンネル）
- ｢電人☆ゲッチャ！｣（2017年8月17日：ニコニコ生放送）
- ｢オーイシ×加藤のニコ生☆音楽王｣（2017年11月15日（第6回）、2018年8月1日（第41回）：ニコニコ生放送）
- コゲ犬×Gero 流行りのスマートスピーカーを使ってみた!!（2018年3月17日：サウンドハウス公式YouTubeチャンネル）
- ｢コゲ犬放送局｣ 第1回（2018年4月7日：コゲ犬放送局 公式YouTubeチャンネル）
- 出張!｢ニコラジ｣特別編　サッポロビール千葉工場 竣工30周年記念SP （2018年7月31日：ニコニコ生放送）
- ｢やる男のにーなな 加藤純一の27時間テレビ!｣（2019年1月4日：AbemaTV）
- ｢NACK5チャンネル｣（2019年5月5日：NACK5公式YouTubeチャンネル）
- ｢みんなあつまれチャンネル(仮)｣ （2019年7月3日：ニコニコ生放送）
- ｢トロとパズル ~どこでもいっしょ~｣（2019年11月8日、2019年11月12日、2019年11月15日：リポビタンマン公式YouTubeチャンネル）
- ｢Blood Party Friday｣ #7 Dead by Daylight（2020年2月28日：OPENREC.tv）
- ｢オーイシ×加藤のピザラジオ｣ 第30回（2020年5月13日：YouTube Live）
- マーダーミステリー ｢オーイシ×加藤のピザラジオ｣ 第41回SP（2020年11月11日：YouTube Live）
- ｢オーイシ×加藤のピザラジオ｣ 企画動画（2020年11月19日、2020年11月23日、2020年11月27日、2020年12月1日：YouTube）
- 「オーイシ×加藤のボドゲ王 ピザラジSP」（2021年3月17日：YouTube）
- ｢フルトワボンジュール（仮）｣ 第1回（2021年3月23日：OPENREC.tv）
- 「第一回加藤純一ボドゲ王決定戦！」（2021年12月12日：YouTube）
- 「NBCUniversal Radio Playlistｰらじぷれｰ #56 ｰ 特集 Gero NEWアルバム｢Parade｣大特集!!!!」※コメント出演（2022年9月7日：らじぷれ‐NBCUniversal Radio Playlist‐(YouTube)）
- 「加藤純一結婚披露宴」（2022年3月12日：jun channel(YouTube)）※乾杯の挨拶を務めた。
- 「イワラジ #24【ゲスト】Gero」（2022年11月16日：MOSHIMO Channel(YouTube)）
- 配信者ハイパーゲーム大会 (2023年3月25日・26日、OPENREC.tv)
- 第2回配信者ハイパーゲーム大会 (2024年3月16日・17日、OPENREC.tv)

#### 雑誌・書籍
- 歌ってみたの本を作ってみた（2010年7月30日、エンターブレインムック）
- 歌ってみたの本をまた作ってみた（2010年12月24日、エンターブレインムック）
- 歌ってみたの本をまたまた作ってみた（2011年7月2日、エンターブレインムック）
- 歌ってみたをやってみた! 歌い手があなたをエスコートの本 声優アニメディア 2011年8月号別冊（2011年7月7日、学習研究社）
- 歌ってみたの本の4冊目を作ってみた（2011年9月30日、エンターブレインムック）
- Danmaku 夢助 2011年11月号（2011年10月28日、Fujisan）
- UTA☆ST@R vol.1（2011年11月7日、学研ムック）
- Danmaku 夢助 2012年3月号（2012年2月28日、Fujisan）※蛇下呂表紙
- 歌ってみたの本の6冊目を作ってみた（2012年3月16日、エンターブレインムック）
- UTA☆ST@R vol.2（2012年4月12日、学研ムック）
- 歌ってみたの本の7冊目を作ってみた（2012年6月2日、エンターブレインムック）
- 歌ってみたの本 November（2012年10月1日、エンターブレインムック）
- UTA☆ST@R vol.3（2012年8月6日、学研ムック）
- UTA☆ST@R vol.4（2012年11月28日、学研ムック）
- UTA☆ST@R vol.5（2013年3月13日、学研ムック）
- UTA☆ST@R vol.6（2013年7月18日、学研ムック）
- 歌ってみたの本 September 2013（2013年8月1日、エンターブレインムック）
- 歌ってみたの本 May 2014（2014年4月1日、エンターブレインムック）
- UTA☆ST@R vol.7（2014年7月16日、学研ムック）
- 歌ってみたの本 September 2014（2014年8月1日、エンターブレインムック）
- 歌ってみたの本 January 2015（2014年12月1日、エンターブレインムック）
- 歌ってみたの本 March 2015（2015年1月31日、エンターブレインムック）
- 歌ってみたの本 November 2015（2015年10月1日、エンターブレインムック）
- 歌ってみたの本 September 2016（2016年8月1日、エンターブレインムック）
- 歌ってみたの本 March 2017（2017年2月1日、エンターブレインムック）
- 歌ってみたの本 May 2017（2017年4月1日、エンターブレインムック）
- 歌ってみたの本（2017年8月1日、エンターブレインムック）
- ROCK AND READ vocal（2017年11月30日、シンコーミュージック）
- ミレニアルズ Autumn 2018（2018年3月31日、KADOKAWA）
- ミレニアルズ May 2018（2018年9月12日、KADOKAWA）ISBN 978-4-04-735357-2
- ウォルピスカーター 初エッセイ本『自分の声をチカラにする』

※「ウォルピスカーター×Gero×あらき」三者によるスペシャル対談を撮り下ろし写真とともに収録。（2021年12月16日、KADOKAWA）ISBN 978-4046054296

#### その他
- DAM CHANNEL vol.271（2015年11月7日-30日、DAM CHANNEL）

## 出演作品

### 実写映画
- アウターマン（2015年） - シルビー星人・タルバ 役

### テレビアニメ
- いつだって僕らの恋は10センチだった。（2017年） - 濱中翠 役
- 歌舞伎町シャーロック（2019年） - 桃太郎 役

### 劇場アニメ
- 告白実行委員会〜恋愛シリーズ〜（濱中翠 役[33]）
  - 好きになるその瞬間を。〜告白実行委員会〜（2016年）
  - ずっと前から好きでした。 〜告白実行委員会〜（2016年）

### ゲーム
- すたぴぃ～あなたはもっと輝ける～（2015年）- 寺田透真 役
- HoneyWorks Premium Live（2020年 - 2023年）- 濱中翠 役

### ドラマCD
- 「Canna Cinq ～ある姫君と人形師の話～」（2010年） - 野犬 役
- 「Canna Cinq 番外編「ある野犬の話」」（2010年） - 野犬 役
- 「戦国☆パラダイス-極- 第一巻ダシが決め手のドラマCD」（2011年） - 真田十勇士 役
- 「七恋天使黙示録　–Martyr-」（2014年） - G 役
- 「シェアらぶ」第3巻 （2015年） - 狐塚友三 役
- 「葬除屋XRAID Judge the mistakes-過ちの代償-」（2016年） - G 役

### ナレーション
- Amazon Prime Video「ドキュメンタル PR動画「ドキュメンタルVS坊主メンタル」（2018年）

## 書籍
- Gero 1st パーソナルブック「Gero」（2012年、主婦と生活社、ISBN 978-4-391-14209-9）[34]

## その他

### アパレルブランド・ファッション

#### SUPER LOVERS
2014年12月10日、ファッションブランドSUPER LOVERSとのコラボアイテムが発売された。
Tシャツ（カラーはBlackとWhiteの2種、サイズはフリーサイズ）と、パーカー（同じくカラーはBlackとWhiteの2種、サイズはフリーサイズ）が販売された。
発売日の2014年12月10日には、「LAFORET原宿 SUPER LOVERS B1F ショップ」にて、対象商品購入者限定のインストアイベントが開催された。（※Tシャツとパーカー両方購入で握手会＆サイン会の参加チケットが貰え、Tシャツもしくはパーカーの片方のみ購入だと、握手会のみの参加チケットが貰えた。）

#### ファッションセンターしまむら
2020年11月27日、ファッションセンターしまむらとのコラボアイテムが全国のしまむら店舗で発売された。
Bigプルパーカ（カラーはBlackとWhiteの2種、サイズはレディースのM・Lサイズの2種）や、特製台紙付きのルームウェア（カラーはBlackのみ、サイズはレディースのM・Lサイズの2種）、その他にも、巾着、船形ポーチ、フロアクッション、枕、枕パッド、ブランケット、敷きパッド、といった多数のコラボアイテムが販売された。
また、歌い手のあらきとのコラボフロアクッションも販売された。

### ニンテンドー3DS 着せ替えテーマ
- ニンテンドー3DS テーマ（2015年〜、任天堂）

(1)「The Bandits」
(2)「金曜日のおはよう」
※すべてのニンテンドー3DSシリーズ（Newニンテンドー3DS/New 3DS LL/3DS/3DS LL/2DS）で対応。

### LINE着せ替えテーマ
- Gero 着せかえ -EGOIST- ver.（2017年〜、LINEクリエイターズ着せかえショップ）

### LINEスタンプ
- Geroのやったるでスタンプ （2022年7月23日〜、LINEクリエイターズスタンプショップ）